# Diocèse de La Rochelle
Le diocèse de La Rochelle (en latin : dioecesis Rupellensis) est un diocèse de l'Église catholique de France. Le siège épiscopal est à La Rochelle.
Érigé en 1801, il est le successeur du diocèse de La Rochelle, recouvrant l'ancienne province de l'Aunis, comprend également le territoire de l'ancien diocèse de Saintes, en Saintonge, et depuis 2018, celui de l'ancien vicariat apostolique de l'archipel de Saint-Pierre-et-Miquelon.
Jusqu'en 2002, il était suffragant de l'archidiocèse de Bordeaux et relevait de la province ecclésiastique du même nom. Depuis lors, il est suffragant de l'archidiocèse de Poitiers et relève de la province ecclésiastique du même nom qui comprend les diocèses d'Angoulême, de La Rochelle et Saintes, de Poitiers, de Limoges et de Tulle.
Depuis 1852, l’évêque de La Rochelle relève le titre d'évêque de Saintes. Depuis 2016, l'évêque de La Rochelle et de Saintes est Georges Colomb, en retrait depuis 2023 suite à des accusations d'agression sexuelle. Depuis le 19 août 2025, Pierre-Antoine Bozo est évêque coadjuteur du diocèse avec des facultés spéciales « pour exercer tout le pouvoir qui revient à l'évêque diocésain ».

## Histoire

### Les origines: le diocèse de Saintes

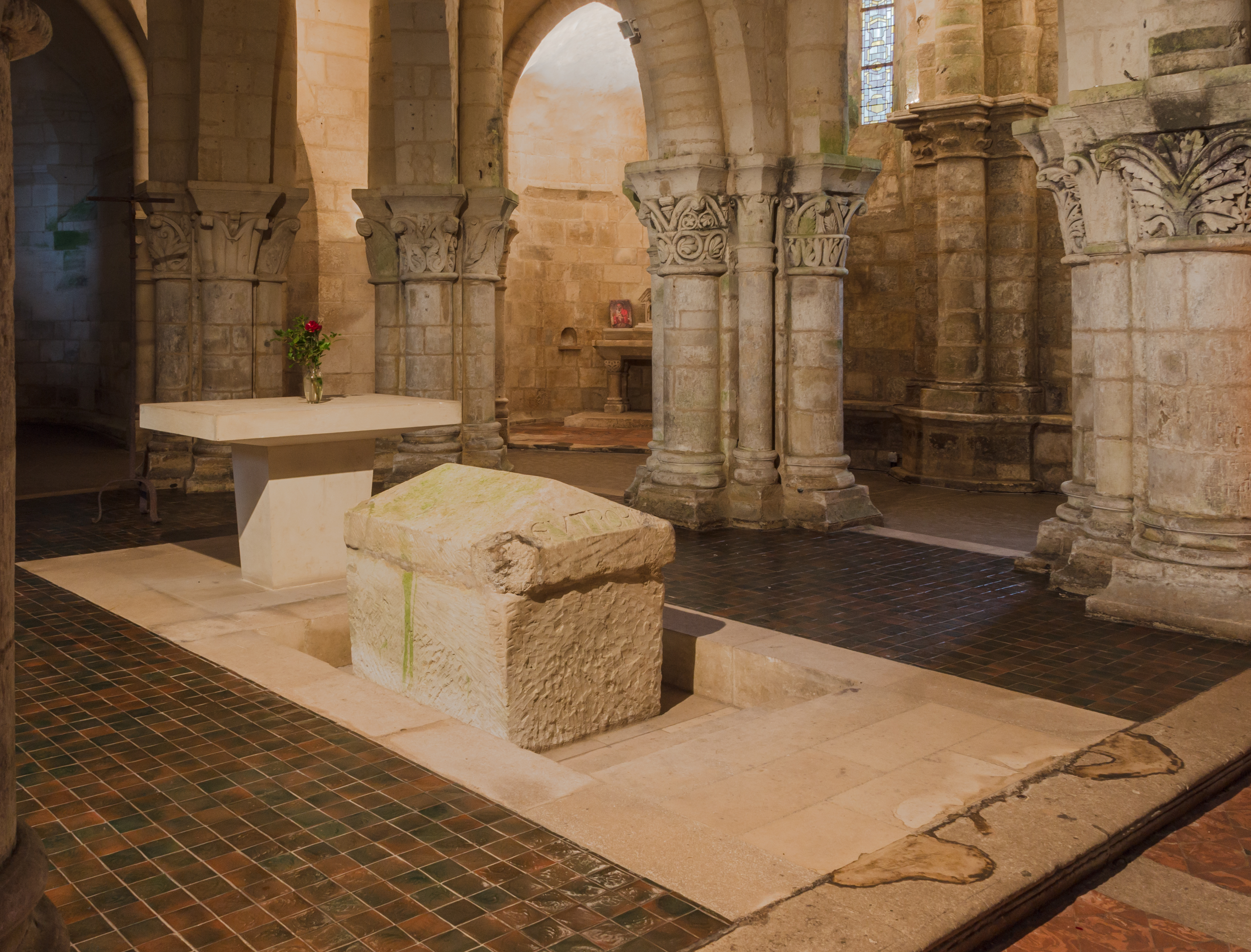
Cénotaphe de saint Eutrope dans la basilique Saint-Eutrope de Saintes.

Le diocèse de La Rochelle et Saintes tient ses origines dans celui de Saintes fondé, selon la tradition, au IIIe siècle par Eutrope. Même si les récits qui relatent son existence tiennent de la légende, celui-ci est considéré comme le saint patron du diocèse. À son époque, et dans les décennies qui suivent, les Chrétiens exercent leurs activités dans la clandestinité : en témoigne le baptistère paléochrétien du Douhet (fin IIIe-début IVe siècle).
Vers l’an 400, les Wisigoths s’établissent à Saintes. La cité durant le haut Moyen Âge est peu connue. Des évêques comme Vivien, Trojan et Pallais (tous canonisés par l'Église catholique ultérieurement) semblent avoir eu une emprise importante sur les affaires de la cité. Vers 494-96, Clovis mène une expédition jusqu'à Saintes. Les Wisigoths sont défaits à la bataille de Vouillé en 507, permettant la domination des Francs sur la région, et la progression du christianisme. Vers 590, l'évêque de Saintes Palladius fait élever une église en l'honneur du fondateur du diocèse. C'est vers cette date que la légende d'Eutrope comme martyr semble avoir commencé. À la même époque, Palladius fait élever aussi la première cathédrale Saint-Pierre.
En 732, dans le cadre de l'invasion omeyyade, la ville de Saintes est incendiée par le général Abd al-Rahman, général et chef des armées musulmanes, dont la chevauchée n'est interrompue que par les armées de Charles Martel lors de la bataille de Poitiers.
Dans le royaume d’Aquitaine constitué en 781 par Charlemagne, la Saintonge connaît quelques décennies de paix. Pépin Ier y fonde le monastère d’Angériacum.
Après des périodes de pillages par les Vikings dans la région (En 844 la ville de Saintes est attaquée par les Vikings. Elle est prise et ravagée une première fois l’année suivante, puis de nouveau en 848 par le chef viking Hasting) le diocèse connaît une période sombre : le siège épiscopal est abandonné entre 864 et 989 ; et la mort de Landri, dernier comte de Saintonge en 866 affaiblit considérablement l'importance politique de Saintes. Les édifices de la ville apparaissent comme vétustes au XIe siècle, la cathédrale n'échappant pas à un incendie à cette époque.
La Saintonge connaît alors un élan de construction de monuments religieux dans un contexte d'épanouissement de l'art roman saintongeais dont il reste de nombreux témoins aujourd'hui. Guillaume V d'Aquitaine fait reconstruire le monastère bénédictin de Saint-Jean-d'Angély qui devient, grâce aux dons et offrandes de milliers de pèlerins, une des plus puissantes abbayes de l’ouest de la France. L'abbaye aux Dames est construite à l'initiative de Geoffroy Martel, comte d'Anjou et de son épouse Agnès de Bourgogne et a pour vocation d'être une abbaye bénédictine féminine. À la tête du monastère sont placées des abbesses, cumulant pouvoir spirituel et temporel, elles obtiennent le privilège de porter la crosse. La basilique Saint-Eutrope est édifiée à l'initiative de Gui-Geoffroy dit Guillaume VIII d'Aquitaine et confiée aux clunisiens pour construire un édifice sur deux niveaux pouvant accueillir les pèlerins de Saint-Jacques-de-Compostelle. Elle fut une importante halte jacquaire pendant l'époque médiévale sur la Via Turonensis. La cathédrale Saint-Pierre de Saintes est reconstruite à l'initiative de l'évêque Pierre de Confolent (première moitié du XIIe siècle). À la même époque, c'est Guillaume X d'Aquitaine qui offrit de ses terres afin d'élever l'abbaye Notre-Dame de Sablonceaux en forêt de Baconnais.
Aux XIIIe et XIVe siècles, le territoire diocésain est l'objet d'épreuves. Il est en effet longtemps divisé entre la France et l'Angleterre pendant la guerre de Cent Ans, et affecté par les désastres de la peste noire. Cette situation a eu pour conséquences la fortification et ou la destruction de certains édifices religieux, un déclin démographique, puis l'émigration de populations poitevines et angevines, faisant disparaître la langue occitane au profit du saintongeais moderne. En effet, à la veille du traité de Brétigny les abbayes, prieurés, couvent ou églises étaient appauvris ou ruinés.
Au début du XVe siècle, la cathédrale était en ruine, à tel point qu'un homme mourut après la chute des voûtes. Guy de Rochechouart entreprit ensuite la reconstruction du bâtiment, qui devait encore être achevée en 1472, lorsque Louis XI se rendit à Saintes.

### Les guerres de Religion: une volonté politique de contrôler une région marquée par une vitalité du protestantisme
À partir de 1534, La Rochelle et l’Aunis devinrent un centre du calvinisme, la population s'étant convertie en masse. En 1573, la ville résiste avec succès contre le duc d'Anjou, frère de Charles IX de France, et demeure la principale forteresse des Huguenots en France.
Entre 1562 et 1598, l’Aunis et la Saintonge sont déchirées par huit guerres de Religion successives. Les églises et les abbayes sont détruites : par exemple, en 1568 la cathédrale de Saintes fut mutilée et pillée par les Huguenots avant de s'effondrer. La reconstruction a lieu dès 1585, mais l'édifice n'est élevé qu'aux deux tiers de sa hauteur initiale. De même à Saint-Jean-d'Angély, l'abbatiale gothique est détruite par les huguenots en 1568, la ville étant devenue une place forte protestante. Dans la région, les terres sont dévastées, et les pillards foisonnent dans les campagnes. De terribles épidémies déciment la population.

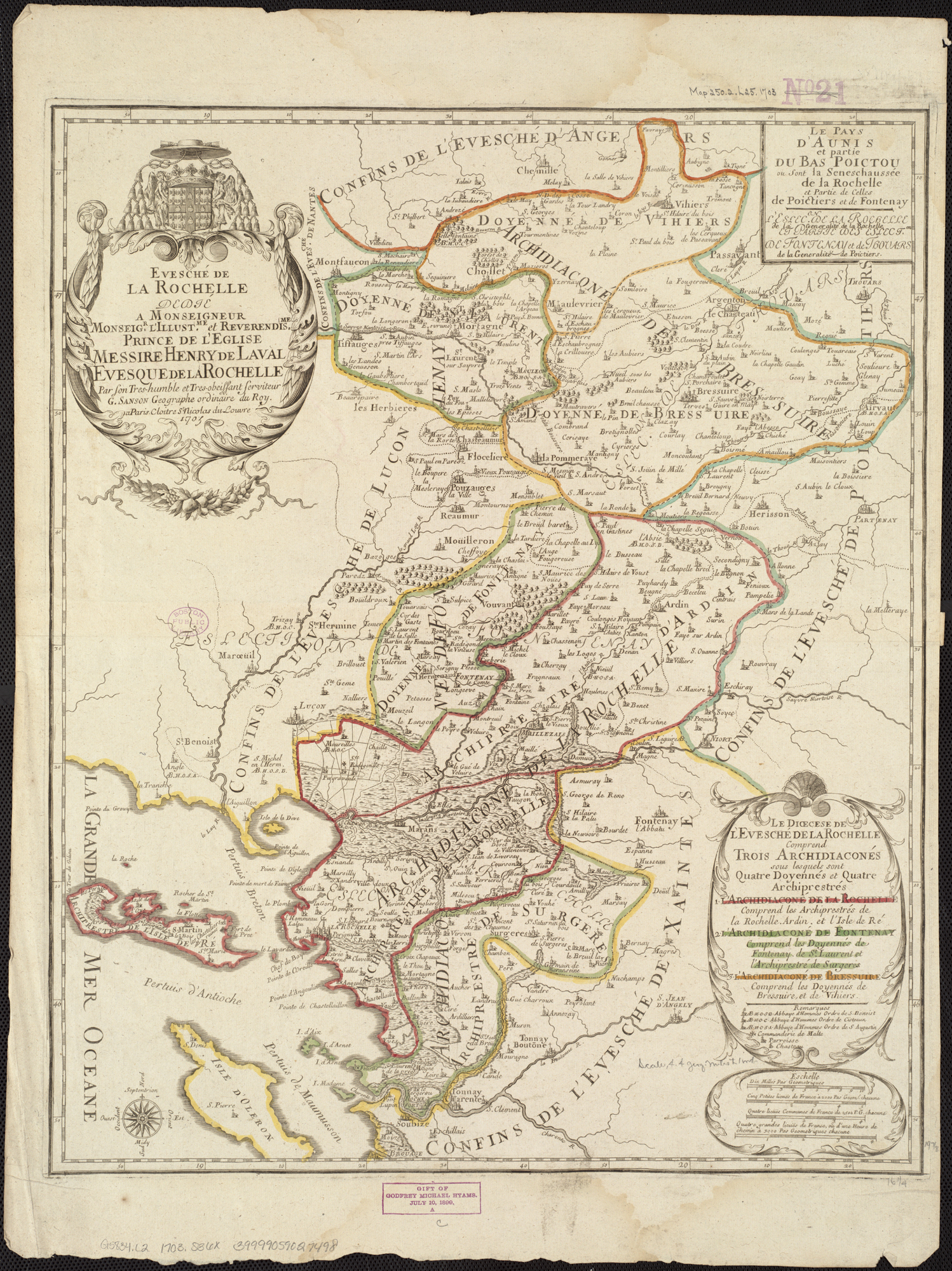
Diocèse de La Rochelle (1703).

De même plus au nord, le diocèse de Maillezais est ruiné par les guerres de Religion. De plus, il n'a pas de cohérence géographique : le siège épiscopal a peu de rayonnement sur le diocèse. Il est donc envisagé de le déplacer. Aux hypothèses de Niort et de Fontenay-le-Comte dans les années 1620 suit celle de La Rochelle appuyée par la volonté royale d'en faire une bonne ville catholique.
En effet, après une proclamation d'indépendance en mai 1621, et en 1627, l'alliance de La Rochelle avec les Anglais, Louis XIII et à Richelieu ont eu la preuve que l'indépendance politique des protestants constituerait une menace pour la France. Le siège de la Rochelle (5 août 1627 - 28 octobre 1628), au cours duquel la population est réduite de 18 000 à 5 000 habitants, s'achève sur une capitulation mettant fin aux revendications politiques de la minorité calviniste.
Ainsi, dans le cadre de la politique de reconquête catholique menée par le cardinal Mazarin, sur les conseils de Vincent de Paul, et à la demande de la régente Anne d’Autriche, le pape Innocent X transfère à La Rochelle le siège épiscopal et le chapitre de la cathédrale de Maillezais par la bulle In Supereminenti du 2 mai 1648 dans le but de lutter contre l’influence du protestantisme. Pour cela, l'ancien diocèse de Maillezais devenu celui de La Rochelle est augmenté au sud de 96 paroisses issues du diocèse de Saintes. Le nouveau diocèse recouvre ainsi le territoire de l'Aunis, la partie orientale du Bas-Poitou, et en Anjou le doyenné de Vihiers jusqu'en 1790.
Les Huguenots font l'objet d'une persécution grandissante avec la révocation de l’édit de Nantes par Louis XIV en 1685, entraînant une forte émigration vers l'Amérique. Ce n'est qu'en 1787 que Louis XVI institue l’édit de tolérance, qui met fin aux persécutions des huguenots, et avec la Révolution française de 1789 pour que le protestantisme retrouve totalement droit de cité.

### Bouleversements
En 1742, Augustin-Roch de Menou de Charnizay posa la première pierre de la nouvelle cathédrale, achevée en 1784 et consacrée par François-Joseph-Emmanuel de Crussol d'Uzès le 27 juin. Cette église remplace l'ancienne cathédrale de Saint-Barthélémy-du-Grand-Temple, détruite par un incendie en 1687.
Par la Constitution civile du clergé du 12 juillet 1790, l'Assemblée nationale constituante supprime l'évêché de La Rochelle. Elle maintient celui de Saintes, dont elle fait le siège du diocèse du département de la Charente-Inférieure, et celui de Luçon, dont elle fait le siège du diocèse du département de la Vendée. Enfin, elle choisit l'abbaye de Saint-Maixent pour siège du diocèse du département des Deux-Sèvres.

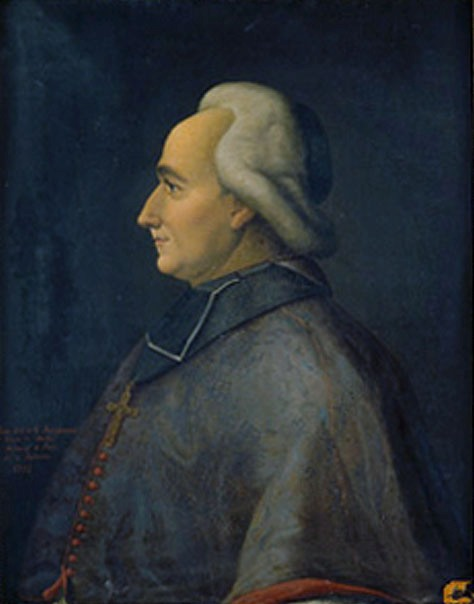
Pierre-Louis de La Rochefoucauld-Bayers, dernier évêque de Saintes.

À Saintes, le prieuré de Saint Eutrope et l'Abbaye aux dames fondés au XIe siècle sont définitivement fermés respectivement en 1789 et 1792. Ils s'inscrivent dans un contexte de réquisition des biens du clergé, qui sont souvent vendus comme biens nationaux.
Sanctionnée par le roi Louis XVI le 24 août 1790, la Constitution civile du clergé est condamnée par le pape Pie VI. Les évêques Pierre-Louis de La Rochefoucauld (Saintes) et Jean-Charles de Coucy (La Rochelle) ont refusé de prêter serment, comme l'exigeait la loi.
L'arrestation de l'évêque de Saintes, Pierre-Louis de La Rochefoucauld, puis son exécution lors du massacre de la prison des Carmes en 1792, conduisent à la mise en place d'un évêque constitutionnel de 1791 à 1797. Les électeurs de Charente-Inférieure se sont réunis le 27 février 1791 et ont élu le père Isaac-Étienne Robinet, curé de Saint-Savinien-du-Port en tant qu'évêque constitutionnel. Il a fait son entrée officielle à Saintes le 31 mars et a pris possession de la cathédrale le 10 avril. Il a suscité les sentiments anticléricaux de la population contre les non-jurés, mais elle s'est retournée contre tout le clergé, y compris Robinet. Il démissionne le 6 décembre 1793 et s'installe avec son frère à Torxé, où il meurt le 8 septembre 1797. S'ensuit une période de vacance du siège épiscopal jusqu'en 1801.

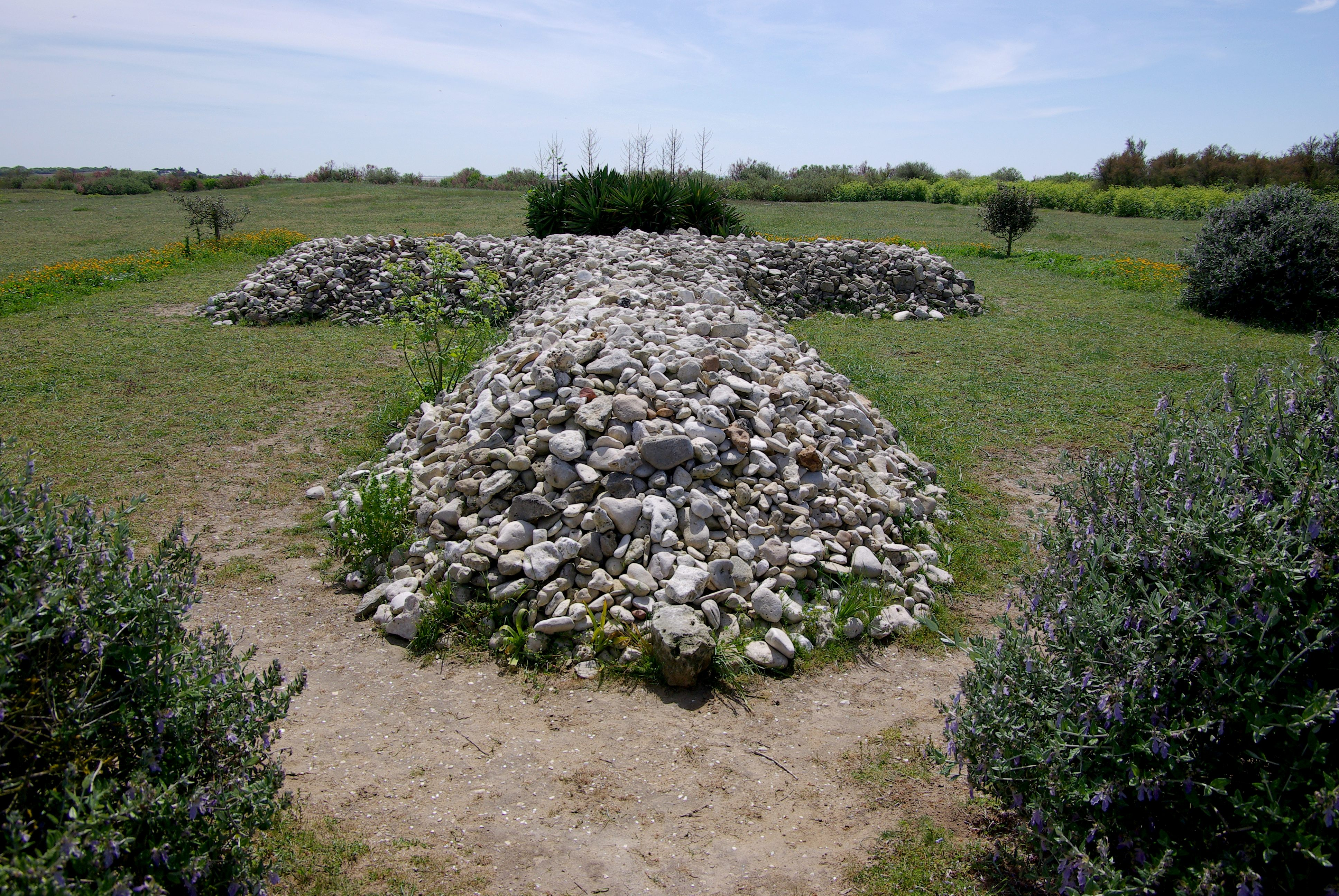
Croix de galets sur l'île Madame, où furent enterrés des prêtres morts sur les Pontons de Rochefort.

Près de Rochefort, des prêtres qui avait refusé de ratifier la Constitution civile du clergé furent internés à partir d'avril 1794 sur trois prisons flottantes (les Deux-Associés, le Washington et le Bonhomme Ricard) dites « Pontons de Rochefort », en vue d'être déportés vers les bagnes de Guyane. La plupart des prêtres moururent du typhus et subirent des conditions de détention sévères. Ils ont été enterrés sur les îles d'Aix et Madame. Le 1er octobre 1995, le pape Jean-Paul II béatifie soixante-quatre de ces prêtres et religieux dont Jean-Baptiste Souzy. L'Église catholique considère ces prêtres comme martyrs et le diocèse organise un pèlerinage annuel en leur mémoire.
Par la bulle Qui Christi Domini du 29 novembre 1801, le pape Pie VII supprime les sièges épiscopaux de Luçon et de Saintes mais maintient celui de La Rochelle dont le diocèse couvre les départements de la Charente-Inférieure et de la Vendée. Cette situation est effective jusqu'au 6 octobre 1822, où Pie VII par la bulle Paternæ caritatis rétablit le siège épiscopal de Luçon, réduisant ainsi le diocèse de La Rochelle à la seule Charente-Inférieure.

### Une nouvelle dimension, de nouveaux enjeux
En 1843, des travaux de restauration dans la crypte de la basilique Saint-Eutrope de Saintes permettent la découverte d'un cénotaphe monolithe comportant l'inscription « EVTROPIVS ». L'analyse des ossements qu'il contient par les médecins Bouyer et Briault en présence de l'évêque de La Rochelle, Clément Villecourt, correspond aux écrits anciens : il s'agit des ossements attribués aux VIe et XIe siècles à Eutrope, fondateur du diocèse de Saintes. La nouvelle de cette découverte attise la curiosité et fait grand bruit dans les médias de l'époque, replongeant le diocèse face à ses origines.
Par un bref apostolique du 22 janvier 1852, le pape Pie IX autorise l'évêque Villecourt et ses successeurs à joindre à leur titre d'évêque de La Rochelle, celui d'évêque de Saintes. Clément Villecourt est à l'origine d'un renouveau catholique dans le diocèse : les paroisses sont multipliées et les établissements ecclésiastiques (institution diocésaine Notre-Dame de Recouvrance de Pons et petit séminaire de Montlieu-la-Garde) sont consolidés. Ses successeurs Jean-François Landriot, Léon-Benoit-Charles Thomas, puis Pierre-Marie-Étienne Ardin ont continué dans cette logique (restaurations, constructions, mais aussi via les discours et célébrations).
Au tournant du XXe siècle, le diocèse doit faire face à des difficultés : Edwin Bonnefoy et son successeur Jean-Auguste Eyssautier, dans le contexte de la séparation de l'Église et de l'État, voient l'institution diocésaine de Notre-Dame-de-Recouvrance faire face à des difficultés financières, et le petit séminaire de Montlieu menacé de fermeture devient un hospice de vieillards en 1906.
Le XIXe et le début du XXe siècle sont une période d'épanouissement des missionnaires, notamment :
- Célestin Renoux, né à Saint-Cyr-du-Doret, fut envoyé en 1900 comme prêtre des Missions étrangères de Paris dans les Indes Britanniques et à Pondichéry.
- Robert Jacquinot de Besange, né à Saintes dans une famille originaire de Lorraine, fut un jésuite missionnaire en Chine à partir de 1913. Il y est professeur à l'Université Aurore créée en 1902 par la Compagnie de Jésus à Shanghai, et également vicaire à la paroisse du Sacré-Cœur de Jésus de Hongkou et aumônier catholique du corps des volontaires de la Concession internationale de Shanghai[10].

Dans un contexte national de baisse de la pratique religieuse, le diocèse voit le nombre de prêtres et des paroisses diminuer. D'une paroisse par clocher, celles-ci s'élargissent à la fin du XXe siècle à l'échelle des cantons. Afin de permettre un service religieux aux fidèles, le nombre de diacres augmente au tournant du XXIe siècle, tandis que celui des prêtres diocésains passe en dessous des 200 en 1990, et 100 en 2013. Le nombre de séminaristes pour le diocèse atteint le chiffre critique d'un seul en 2016. Cependant, le diocèse fait preuve d'innovation, s'appuyant sur les laïcs, mais aussi de dialogue avec les communautés protestante et musulmane locales.
Le diocèse est suffragant de l'archidiocèse de Bordeaux et relève de la province ecclésiastique du même nom jusqu'au décret du 8 décembre 2002, où la Congrégation pour les évêques élève le diocèse de Poitiers au rang d'archidiocèse métropolitain et fait du diocèse de La Rochelle un de ses suffragants.
Le 1er mars 2018, le territoire de Saint-Pierre-et-Miquelon lui est rattaché à la suite de la suppression du vicariat apostolique de l'archipel.

## Géographie
Le territoire du diocèse de La Rochelle correspond aux territoires du département de la Charente-Maritime et de la collectivité d'outre-mer de Saint-Pierre-et-Miquelon depuis le 1er mars 2018, soit une superficie de 7 106 km2. Cette configuration en fait un diocèse géographiquement éclaté sur deux continents, 4 137 kilomètres et un océan séparant La Rochelle de Saint-Pierre.
Le diocèse est frontalier de ceux de Luçon (Vendée), Poitiers (Vienne et Deux-Sèvres), Angoulême (Charente), Périgueux-et-Sarlat (Dordogne) et Bordeaux (Gironde). Un détroit le sépare de l'archidiocèse de Saint-Jean, situé sur l'île de Terre-Neuve, au Canada.

### Organisation territoriale
Le diocèse est divisé en huit doyennés, eux-mêmes divisés en 46 paroisses et secteurs pastoraux :
- doyenné de La Plaine d'Aunis : secteur pastoral d'Aigrefeuille, secteur paroissial de Châtelaillon, paroisse Notre Dame des Marais, paroisse Saint Bernard en Aunis, paroisse Saint Joseph en pays surgérien, Paroisse Saint-Vincent de Paul en Aunis
- doyenné de La Rochelle : paroisse du Christ Sauveur, Ensemble pastoral de l'Île de Ré, paroisse de La Rochelle Sud, paroisse de Puilboreau-Saint-Xandre, paroisse Saint Gabriel, paroisse Saint Paul, paroisse Saint Pierre
- doyenné de Rochefort : secteur pastoral de Fouras, paroisse d'Oléron, paroisse de Rochefort, paroisse de Saint-Agnant, secteur pastoral de Tonnay-Charente - Lussant, paroisse Saint Pierre en Seudre et Mer
- doyenné de Royan : paroisse Notre Dame de l'Estuaire, paroisse de la Presqu'île d'Arvert, paroisse de Royan-Côte de Beauté, paroisse de Saint Hilaire en Pays Royannais, paroisse Sainte Marie en Saintonge
- doyenné de Saintes  Paroisse Jean-Baptiste Souzy et ses compagnons, paroisse Notre Dame de Recouvrance, secteur pastoral de Pont-l'Abbé - Saint-Porchaire, secteur pastoral de Saintes-rive gauche, secteur pastoral de Saintes-rive droite.
- doyenné de Saint-Jean d'Angély : secteur pastoral de Loulay, paroisse Notre Dame de Saintonge, paroisse du pays de Matha, paroisse Saint-Hilaire-de-Villefranche-Brizambourg, paroisse Saint Jean-Baptiste, secteur pastoral de Saint-Savinien, paroisse Saint-Vincent, secteur pastoral de Tonnay-Boutonne
- doyenné de Saint-Pierre-et-Miquelon : paroisse de Miquelon, paroisse de Saint-Pierre
- doyenné de Haute-Saintonge : paroisse de la Petite Champagne, secteur pastoral de Saint-Aigulin, paroisse Saint Antoine de la Lande en Saintonge, paroisse Saint Eutrope en pays jonzacais, paroisse Saint Martin de Mirambeau, paroisse Saint Pierre de Montendre, paroisse Sainte Thérèse de l'Enfant Jésus

## Cathédrales et basiliques
La cathédrale Saint-Louis de La Rochelle est l'église cathédrale du diocèse. Elle a succédé à la cathédrale Saint-Barthélémy-du-Grand-Temple de La Rochelle, détruite par un incendie en 1687.
Le diocèse dispose de deux cocathédrales :
- la cathédrale Saint-Pierre de Saintes qui a également rang de basilique mineure ;
- la cathédrale Saint-Pierre de Saint-Pierre-et-Miquelon depuis la suppression du vicariat apostolique de Saint-Pierre et Miquelon et le rattachement de l'archipel au diocèse le 1er mars 2018.

La basilique Saint-Eutrope de Saintes est la seconde basilique mineure du diocèse.

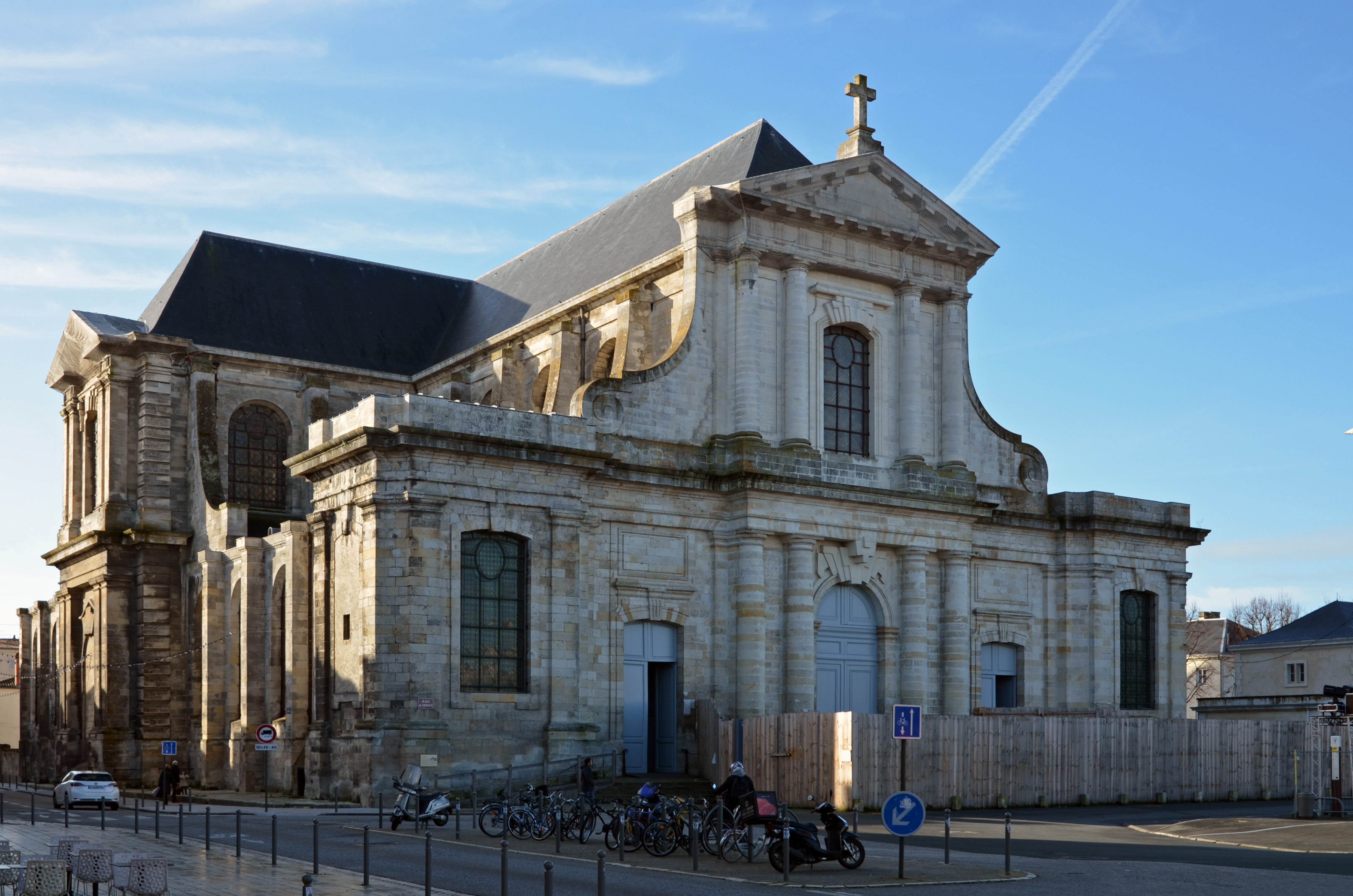
Cathédrale Saint-Louis de La Rochelle.
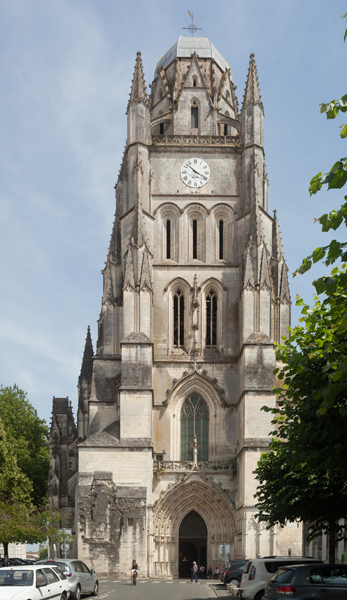
Cathédrale Saint-Pierre de Saintes.
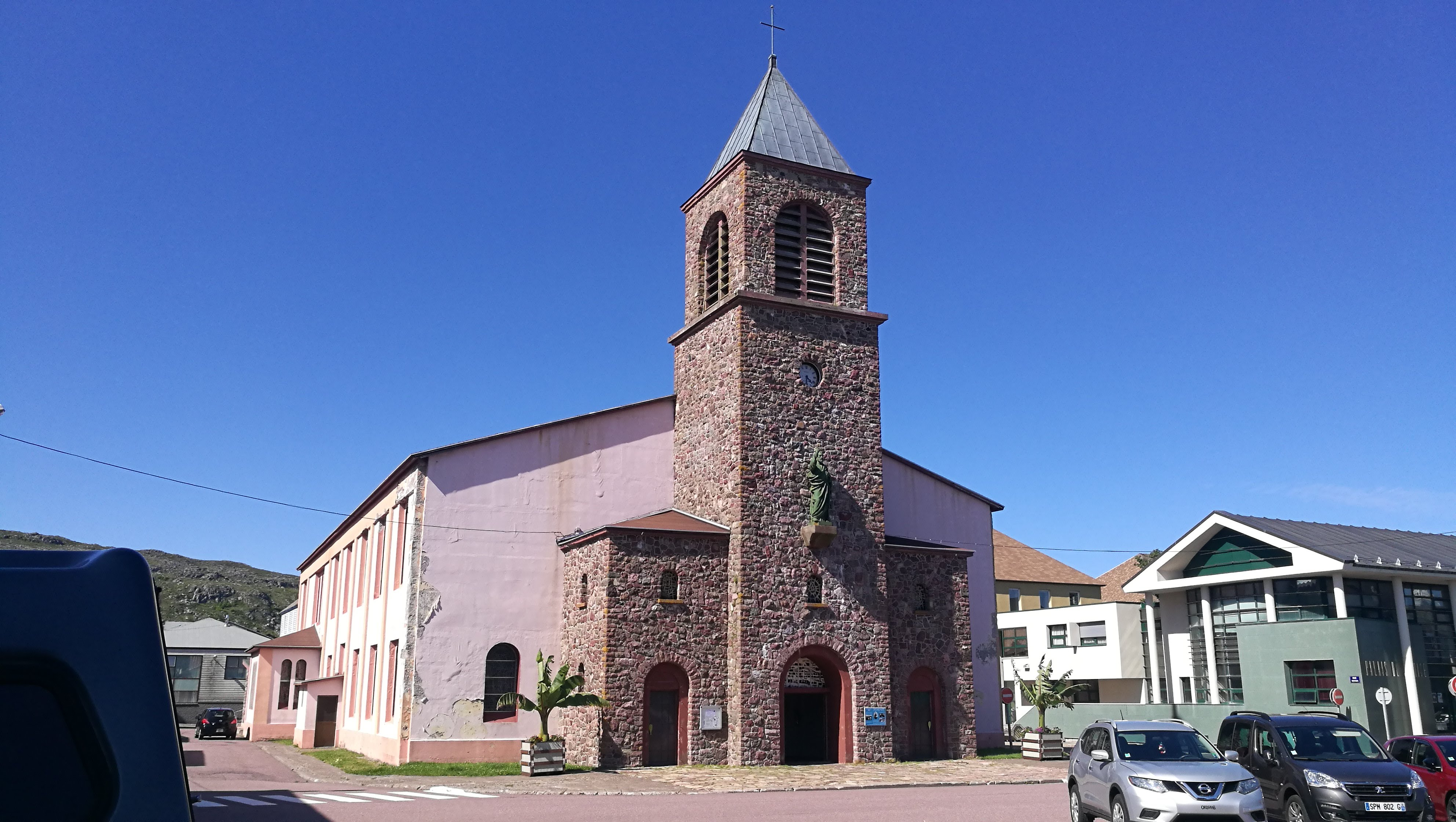
Cathédrale Saint-Pierre de Saint-Pierre-et-Miquelon.
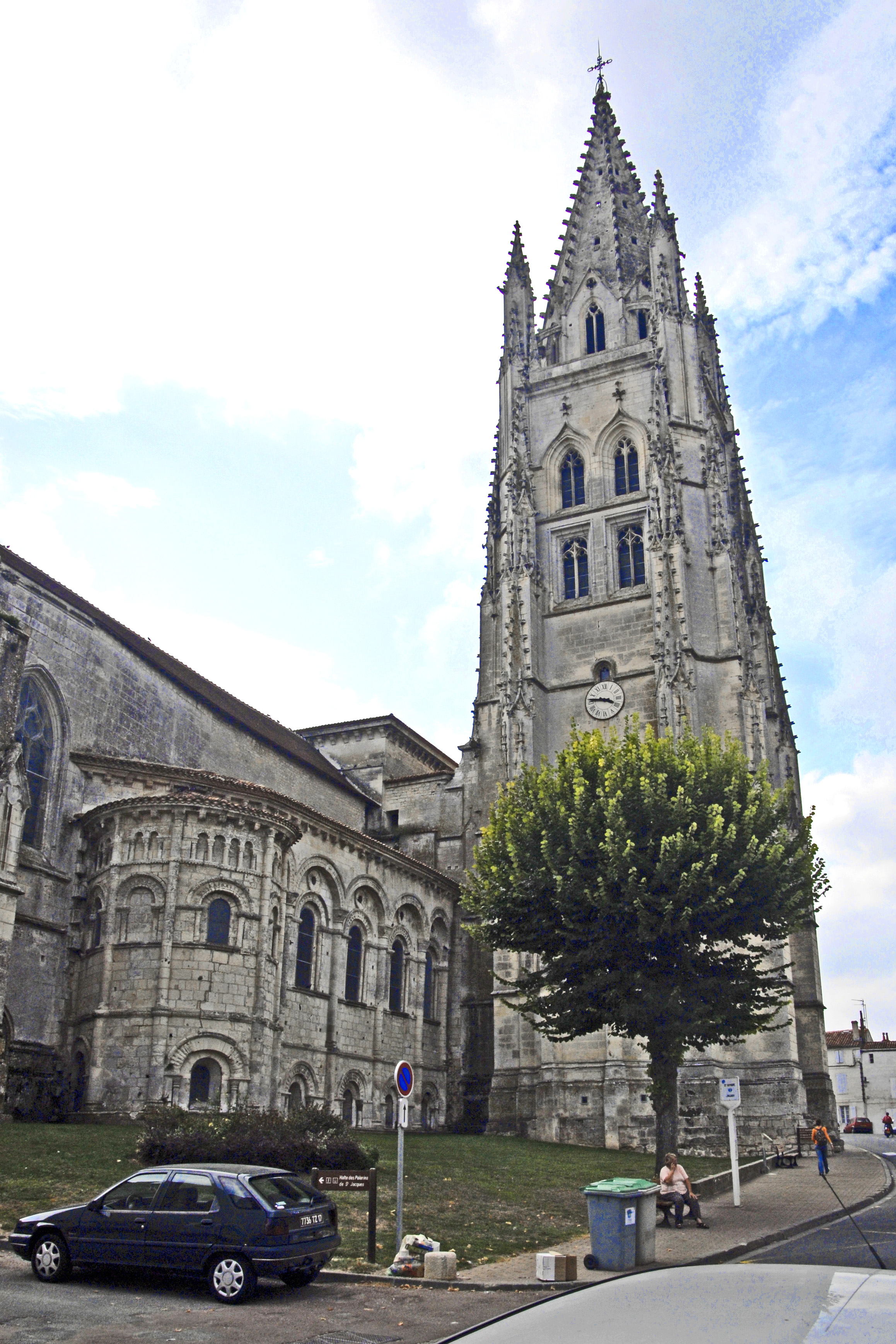
Basilique Saint-Eutrope de Saintes.

## Églises
Le diocèse compte plus de cinq cents églises, chapelles, oratoires ou sanctuaires répartis dans les quarante-six paroisses.
Elles présentent une grande diversité architecturale, en raison de styles et de périodes de construction différentes. Dans le diocèse, de nombreux édifices témoignent de l'épanouissement, aux XIe et XIIe siècles de l'art roman saintongeais, un des grands courants artistiques français de l'art roman. Aussi, de façon plus discrète se distinguent des édifices d'art gothique, et encore plus d'art baroque ou néoclassique. Au XIXe siècle, quelques églises sont élevées de manière assez académique afin de remplacer des églises jugées vétustes. À Saint-Pierre-et-Miquelon voient le jour des édifices utilisant le bois comme matériau principal. Enfin au XXe siècle, des églises sont construites en utilisant de nouveaux matériaux et s'affranchissant des canons traditionnels.

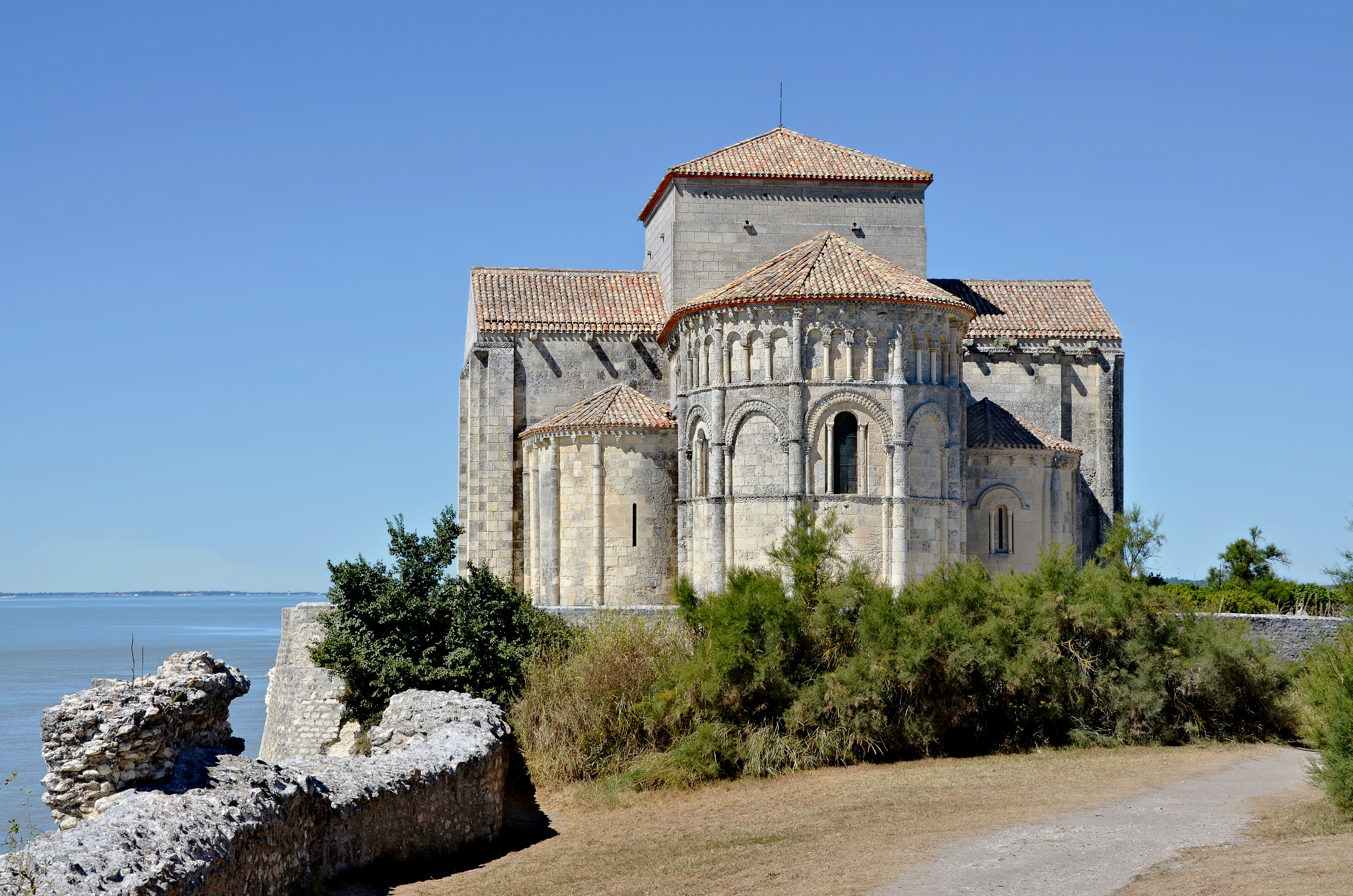
L'église Sainte-Radegonde de Talmont-sur-Gironde.
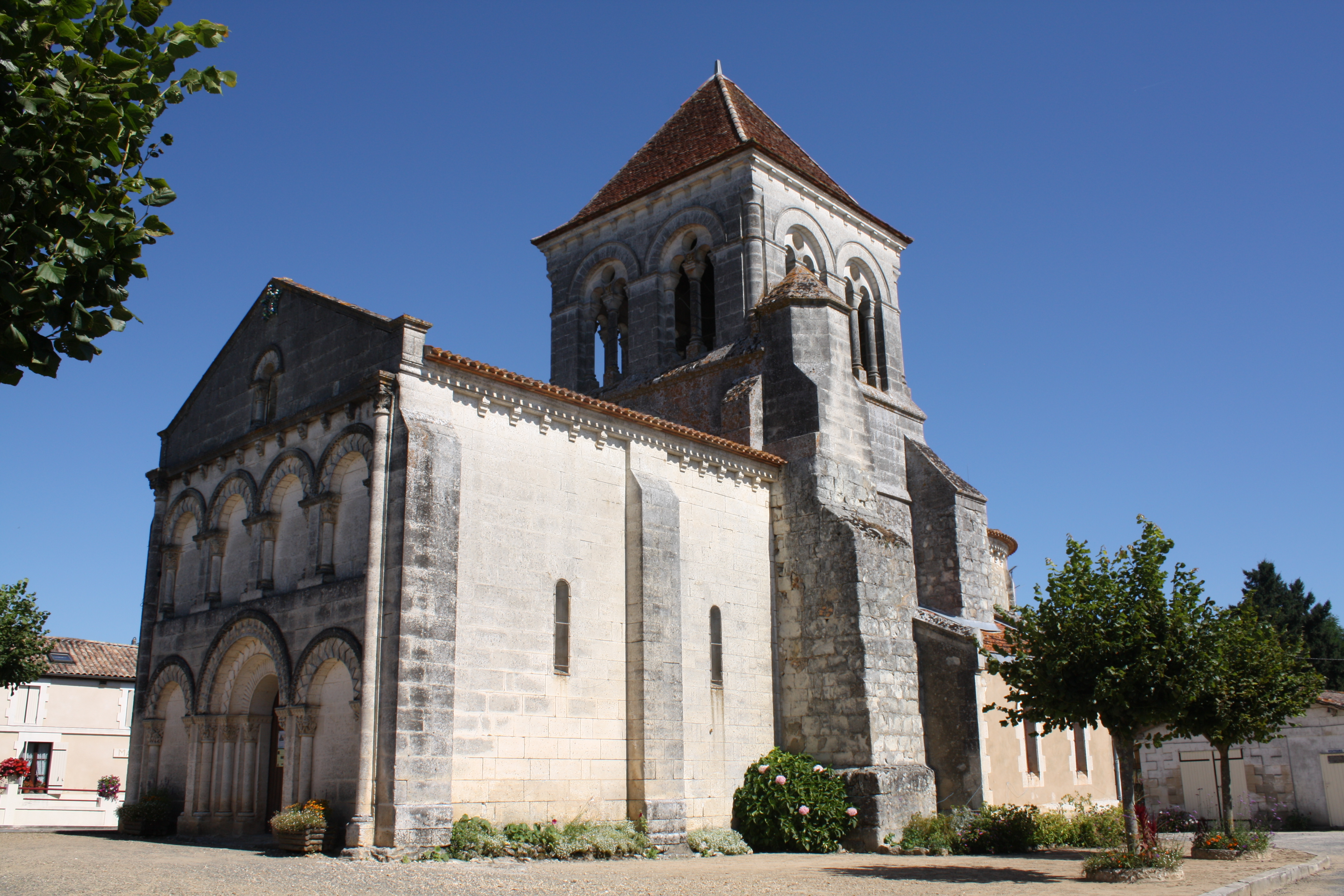
L'église Saint-Martin de Coux.
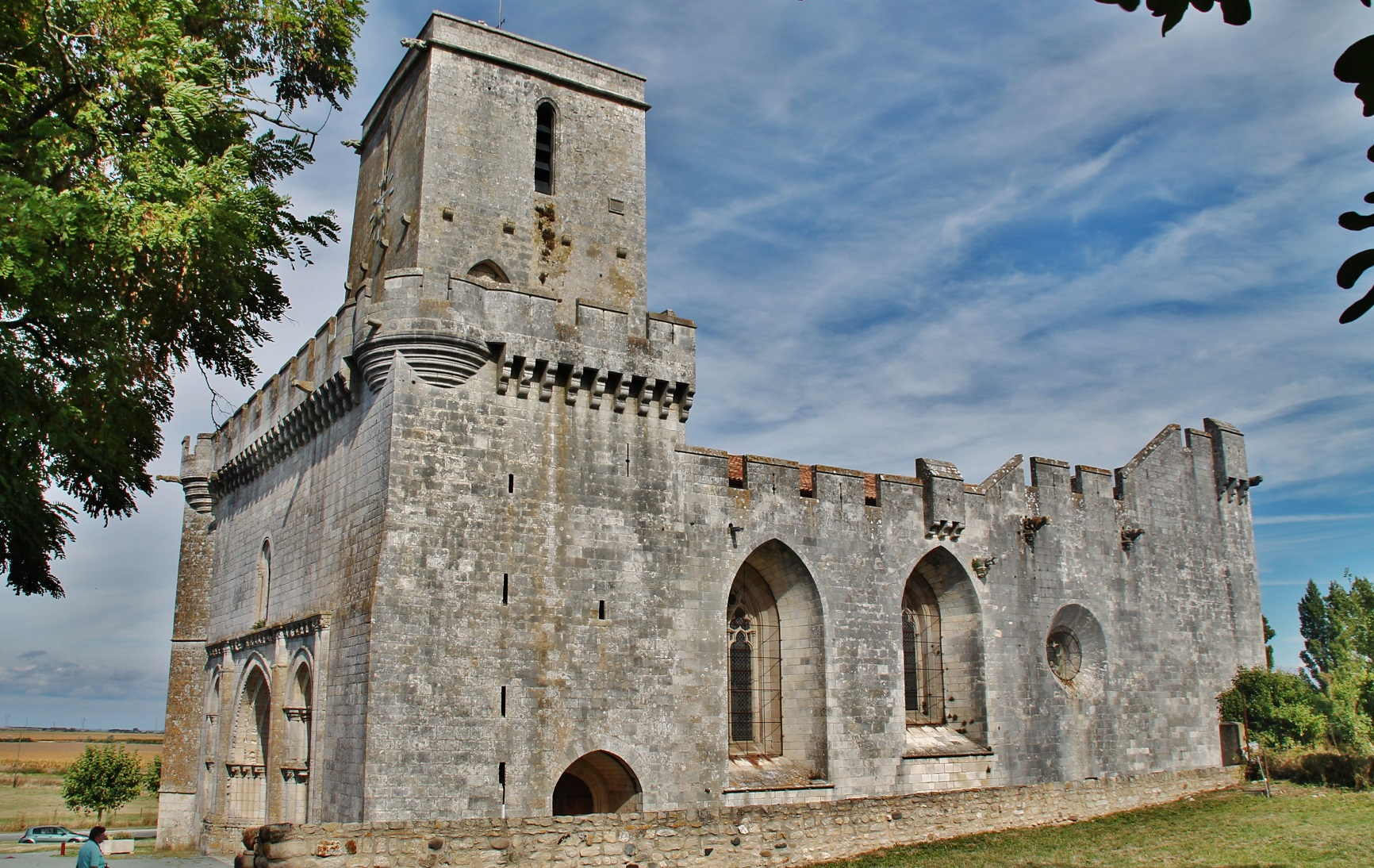
L'église fortifiée Saint-Martin d'Esnandes.
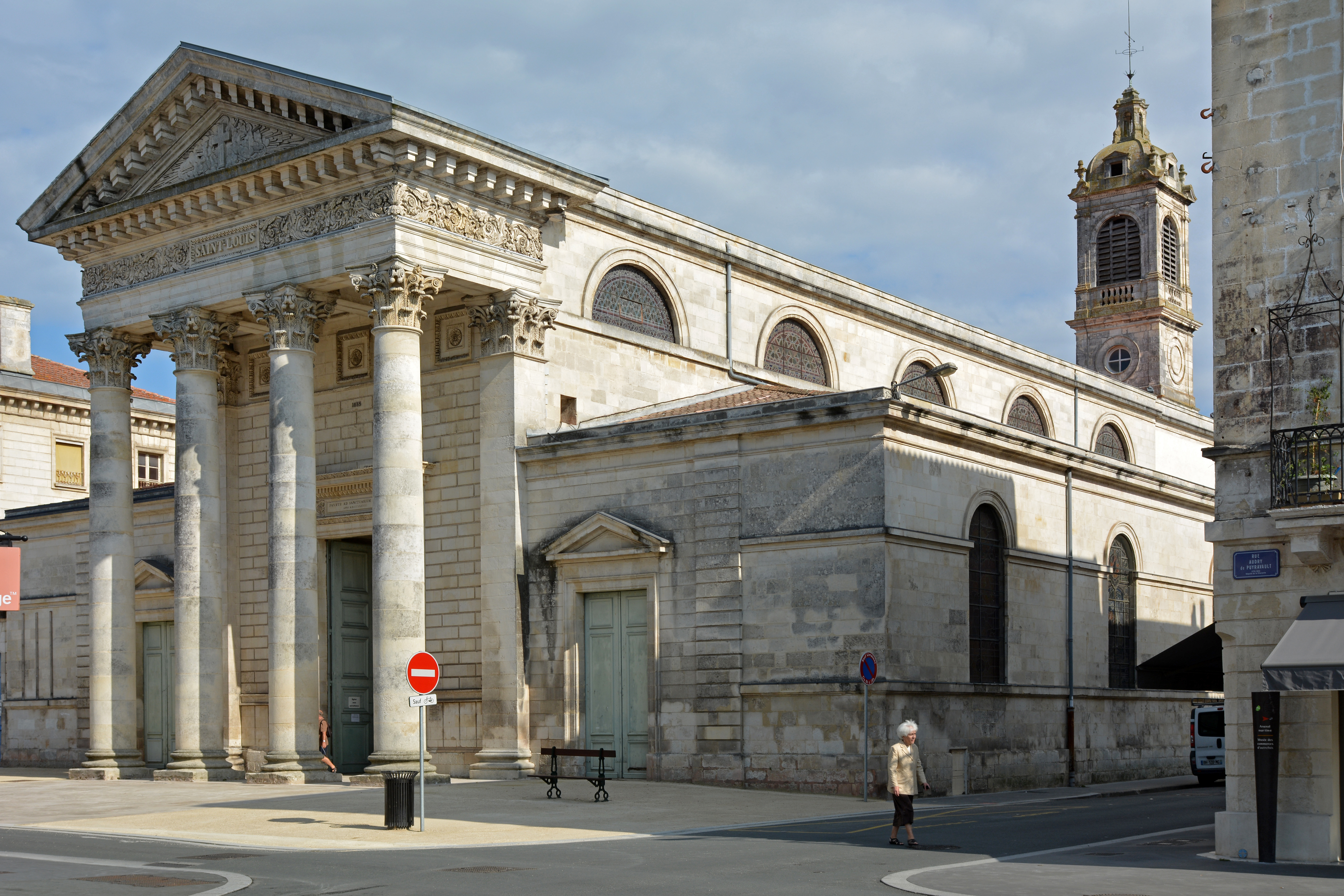
L'église Saint-Louis de Rochefort.
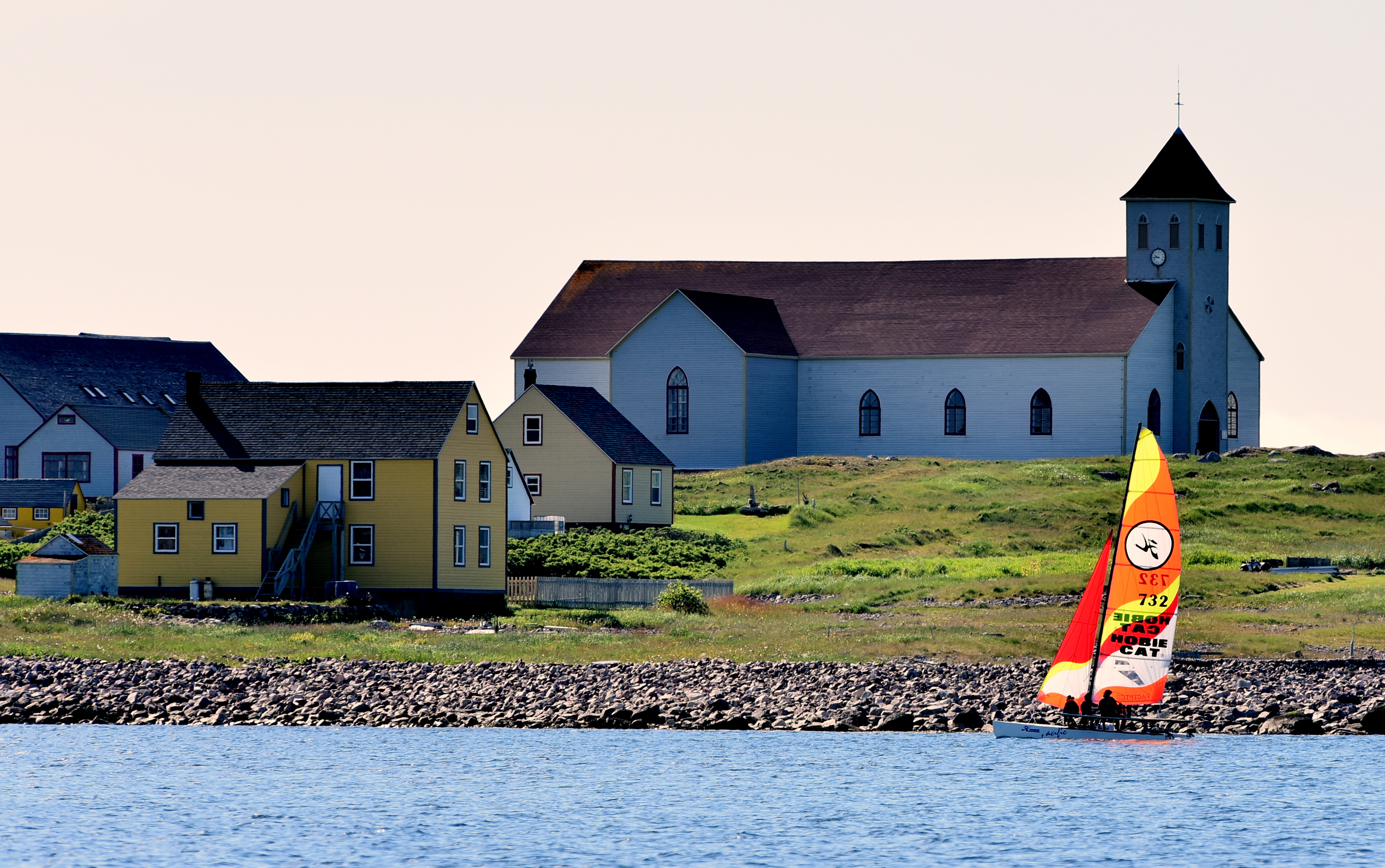
L'église Notre-Dame-des-Marins de Saint-Pierre-et-Miquelon.
Église Notre-Dame de Royan.
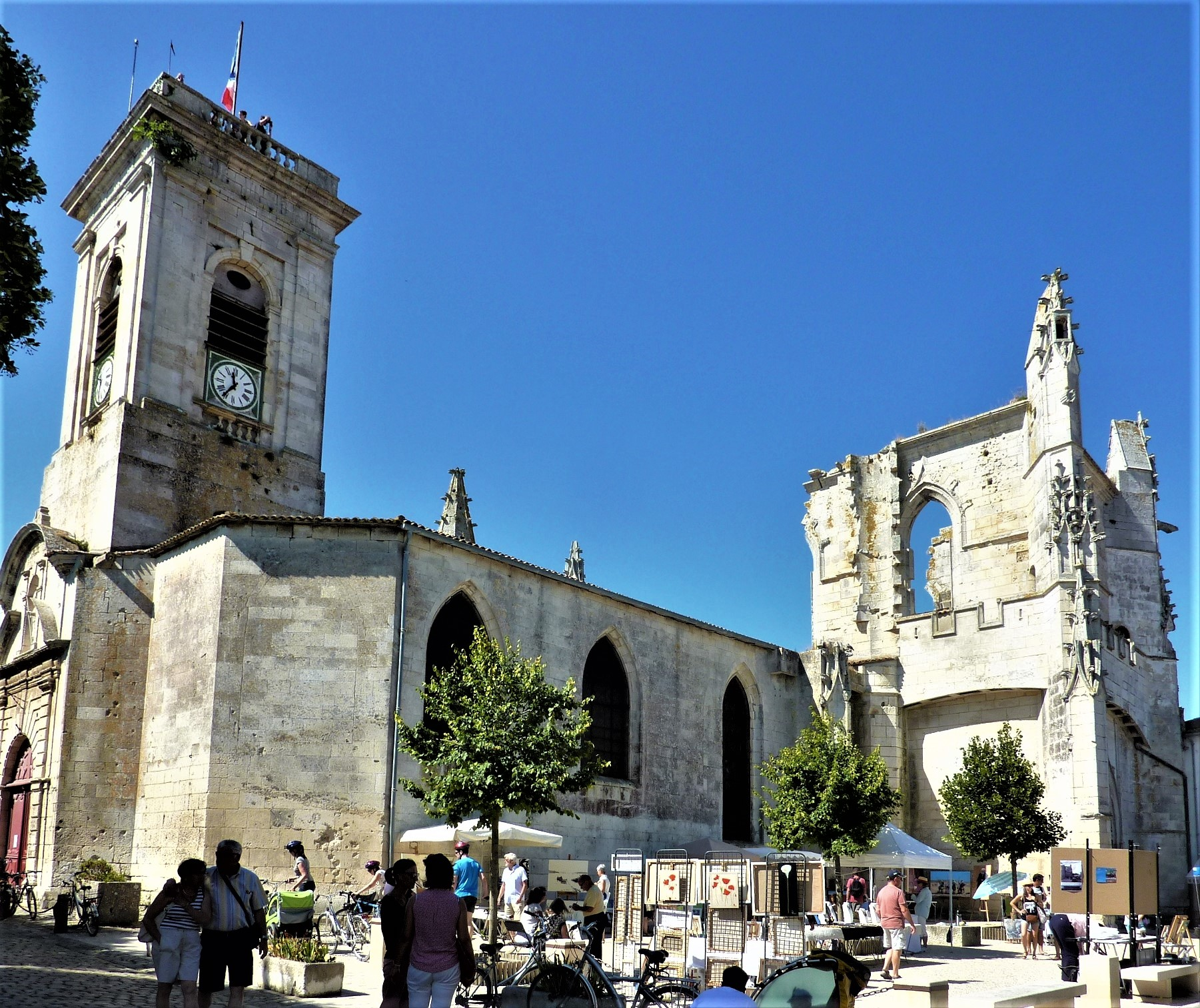
L'église Saint-Martin de Saint-Martin-de-Ré.
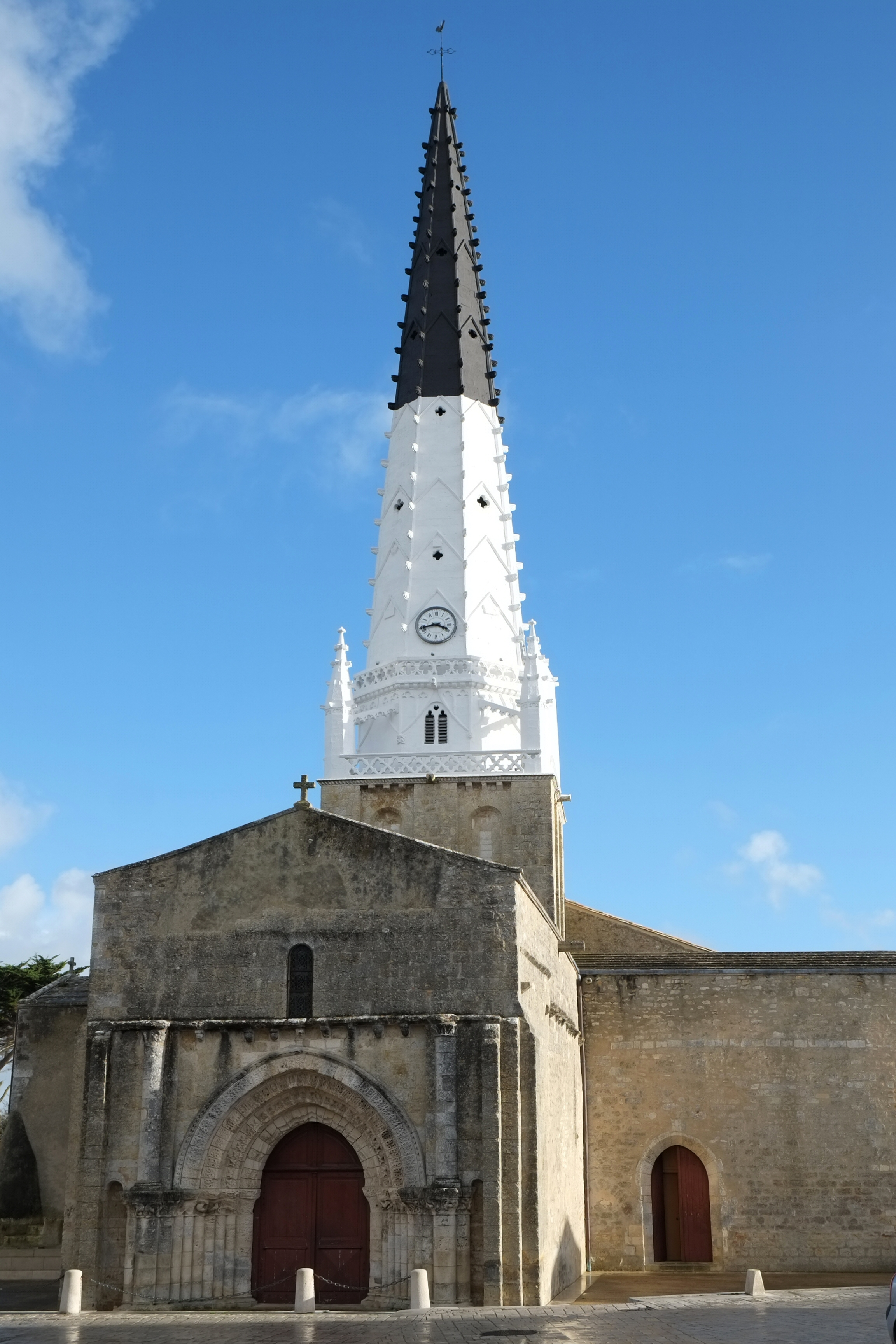
L'église Saint-Etienne d'Ars en Ré.
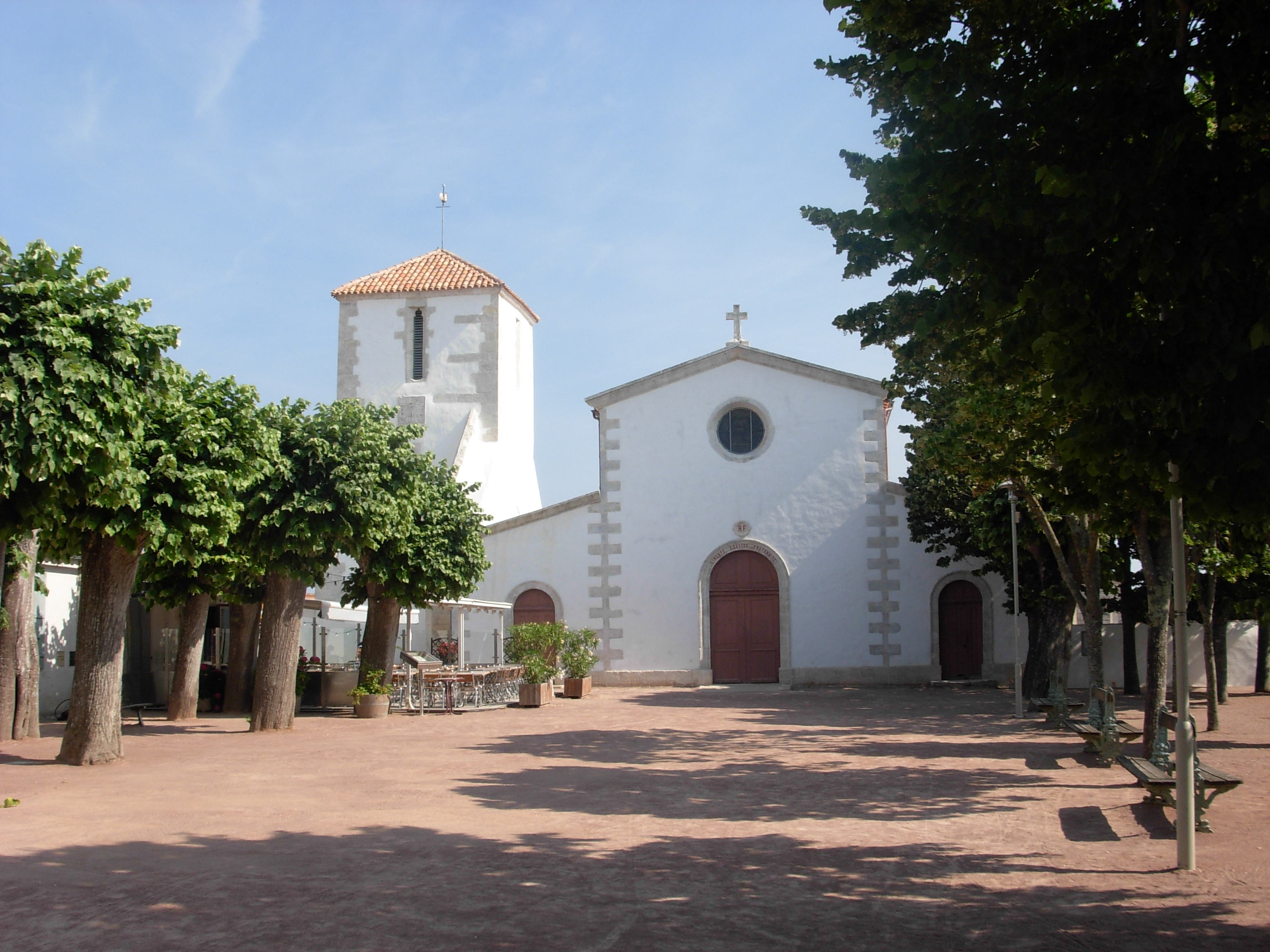
L'église Sainte-Catherine de Loix.
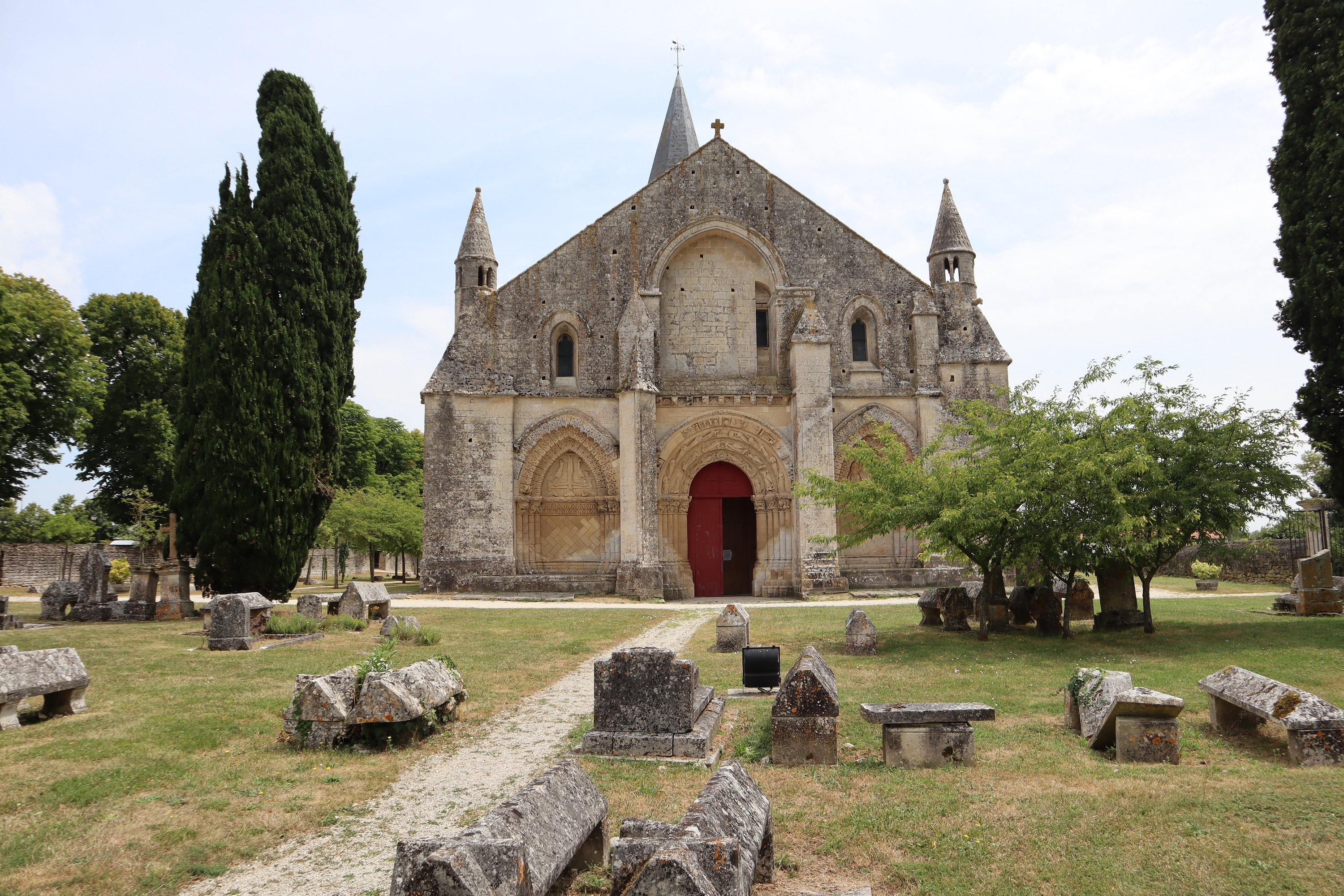
L'église Saint-Pierre-de-la-Tour d'Aulnay.
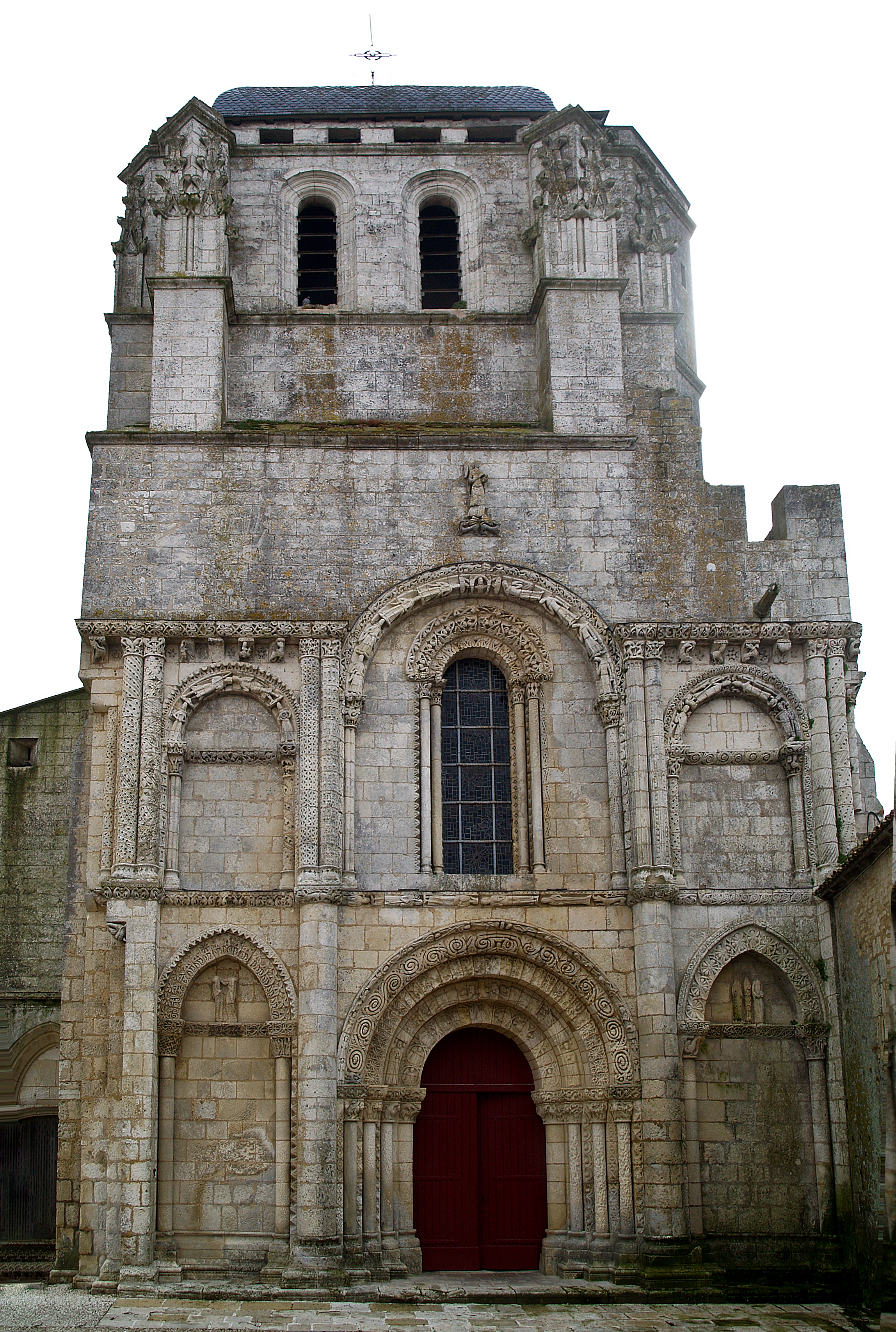
L'église de Corme-Royal.
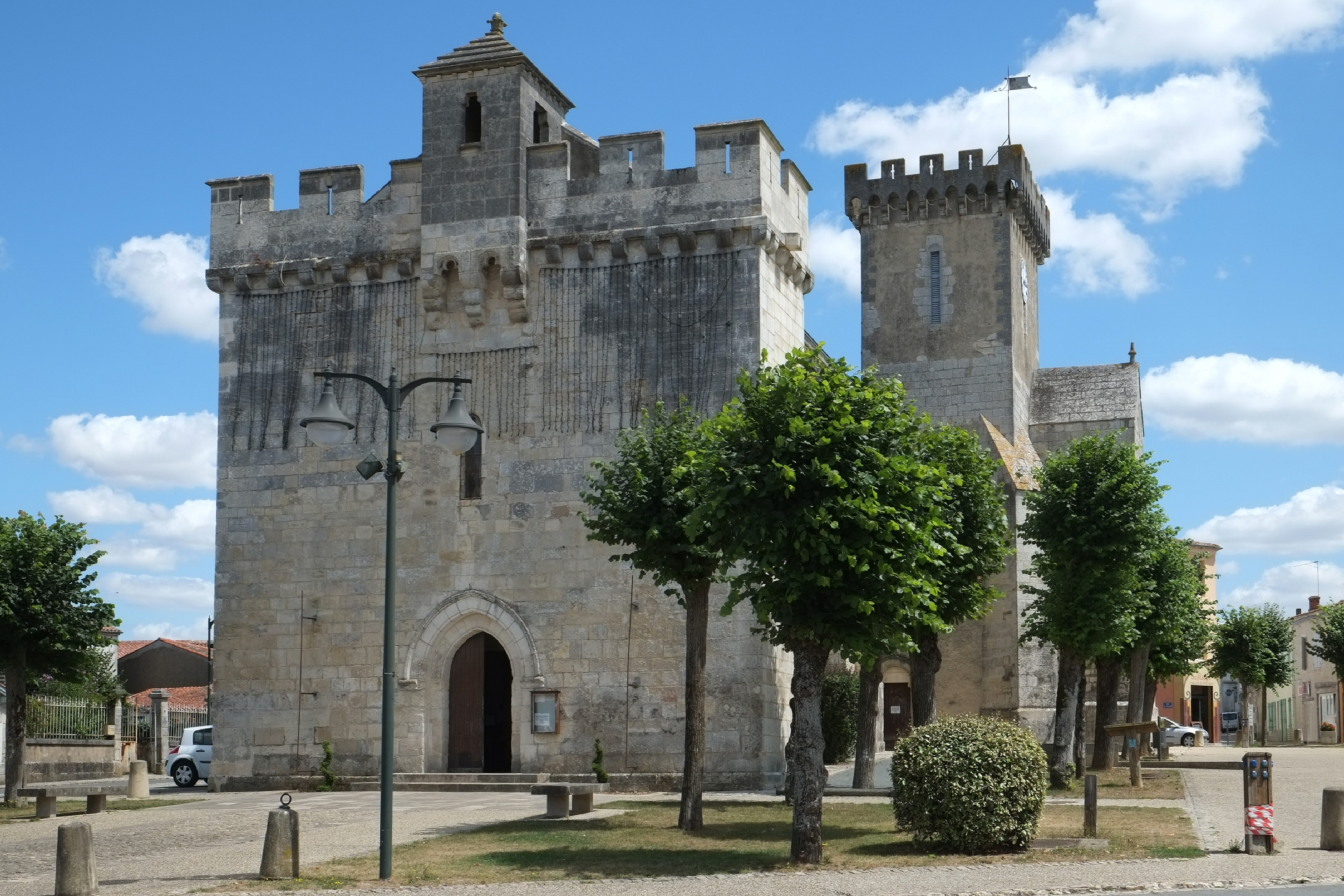
L'église Notre-Dame de Courçon.
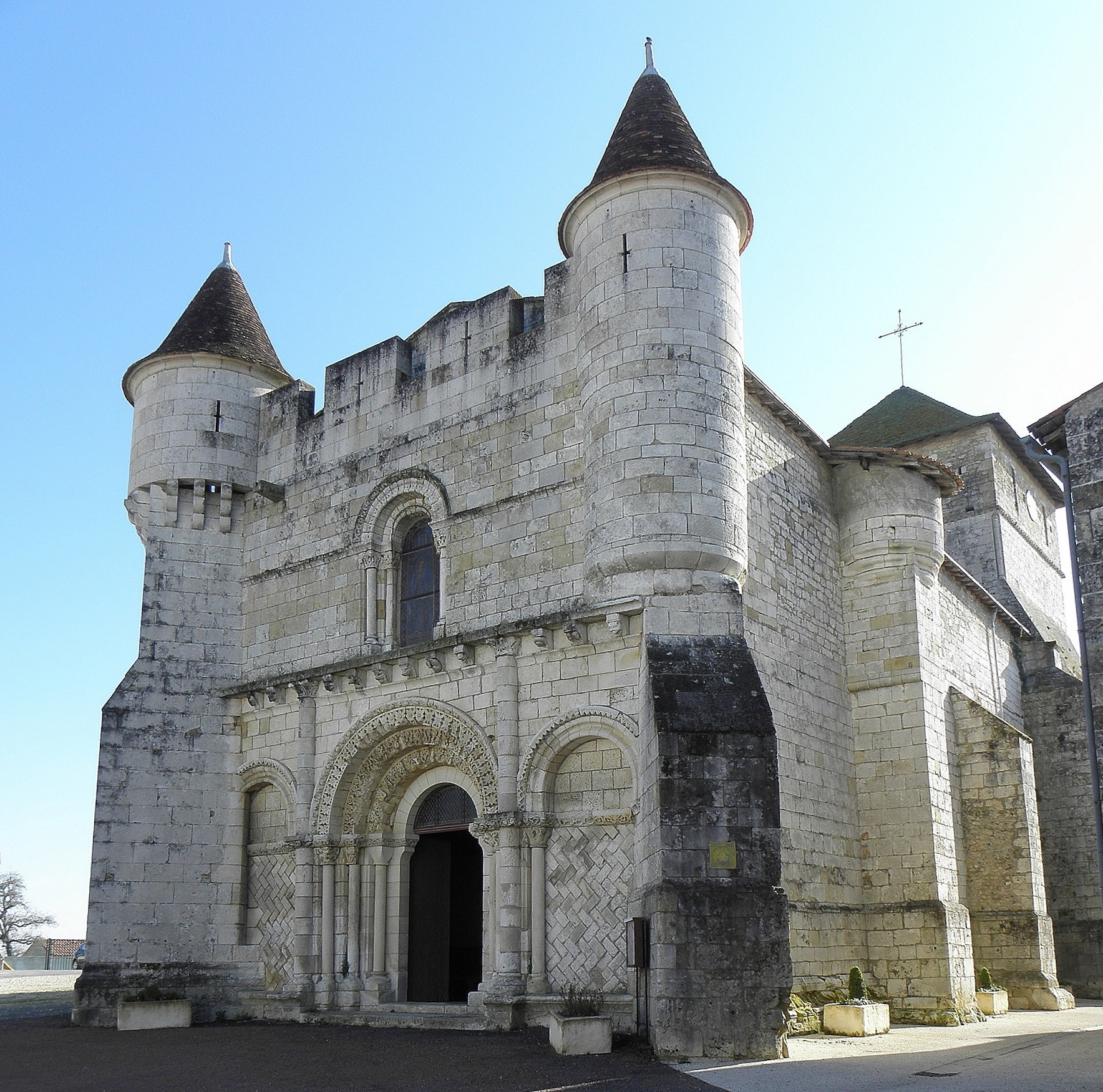
L'église Saint-Vivien d'Écoyeux.
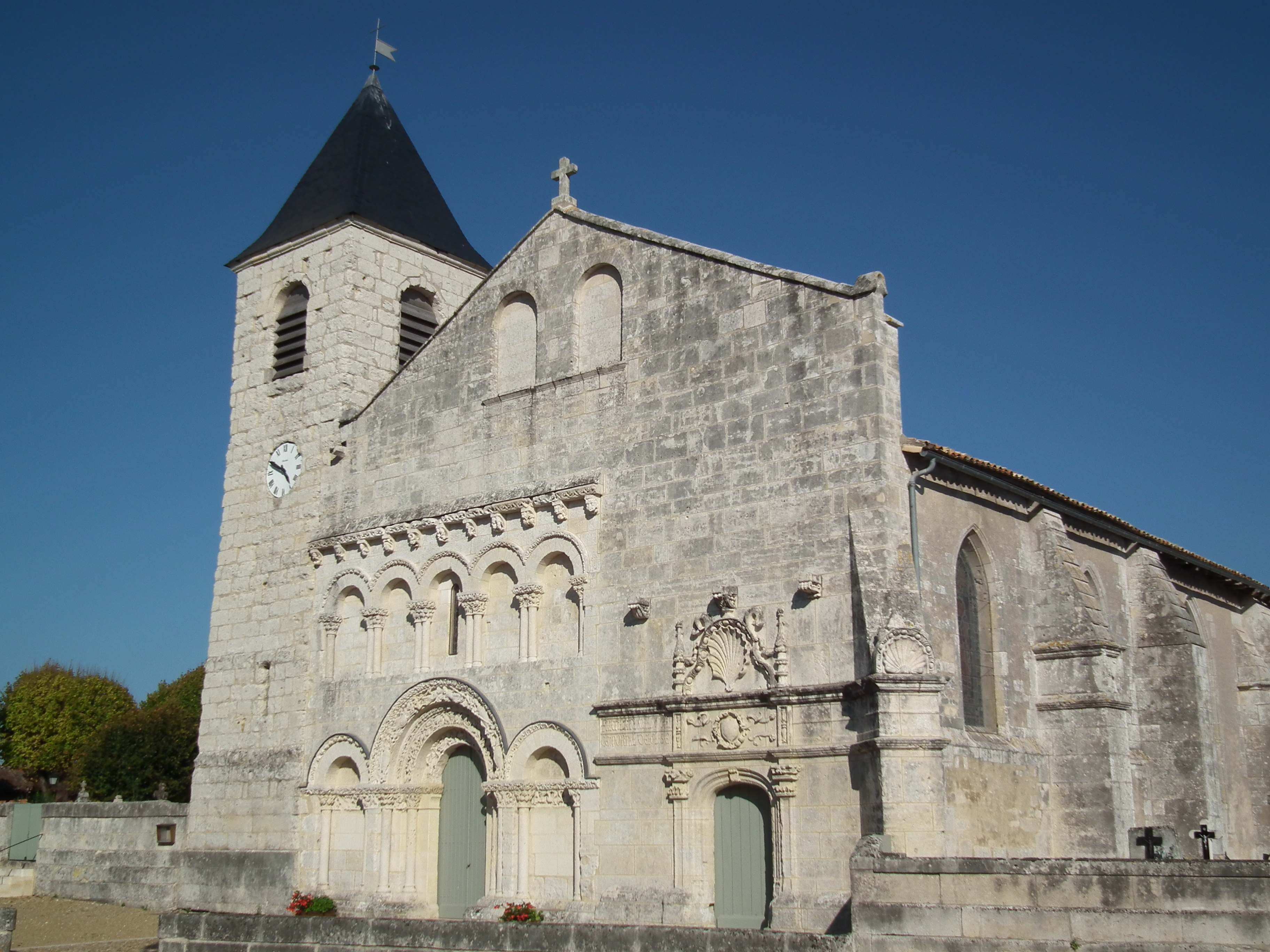
L'église de Fontaine-d'Ozillac.
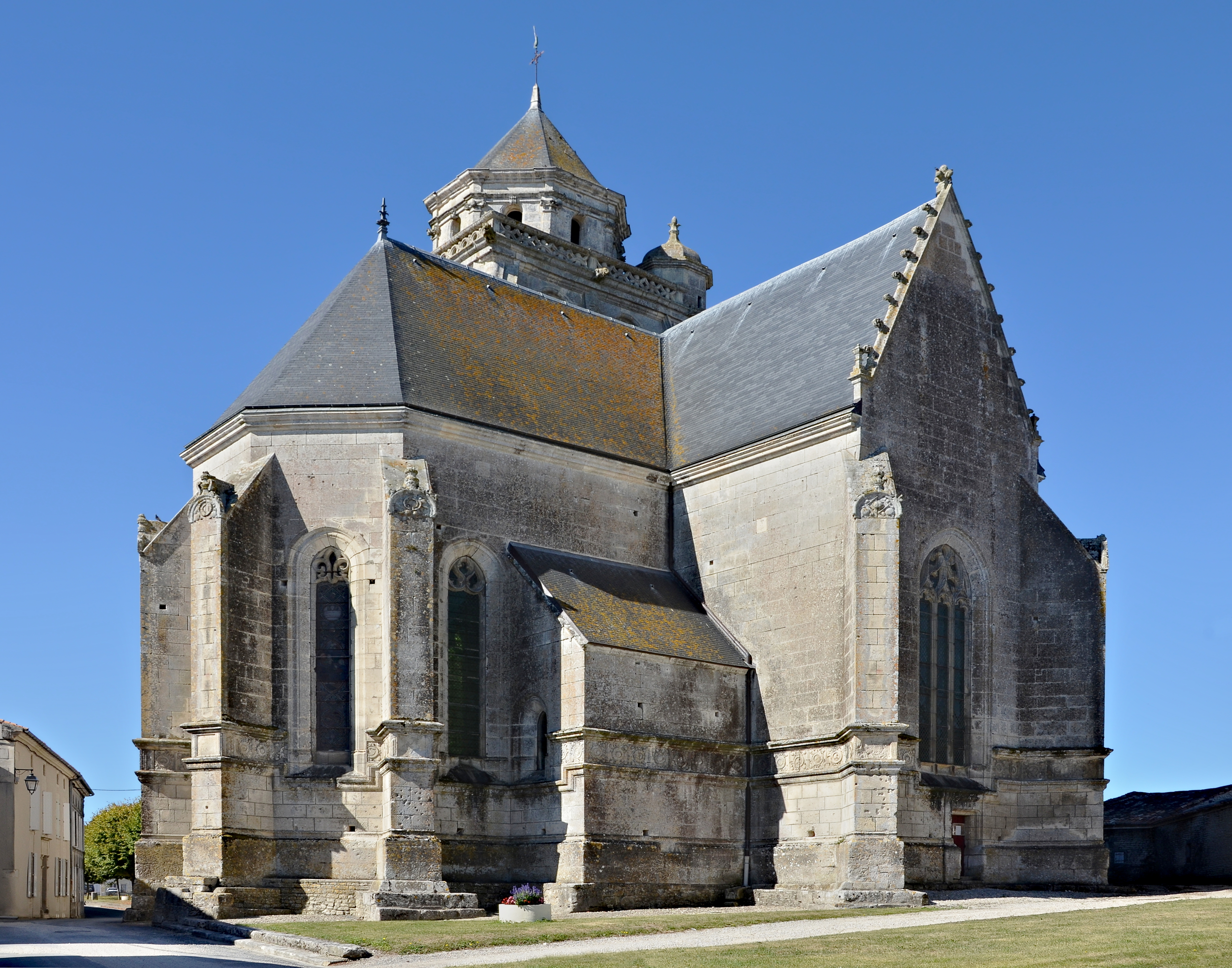
L'église de Lonzac.
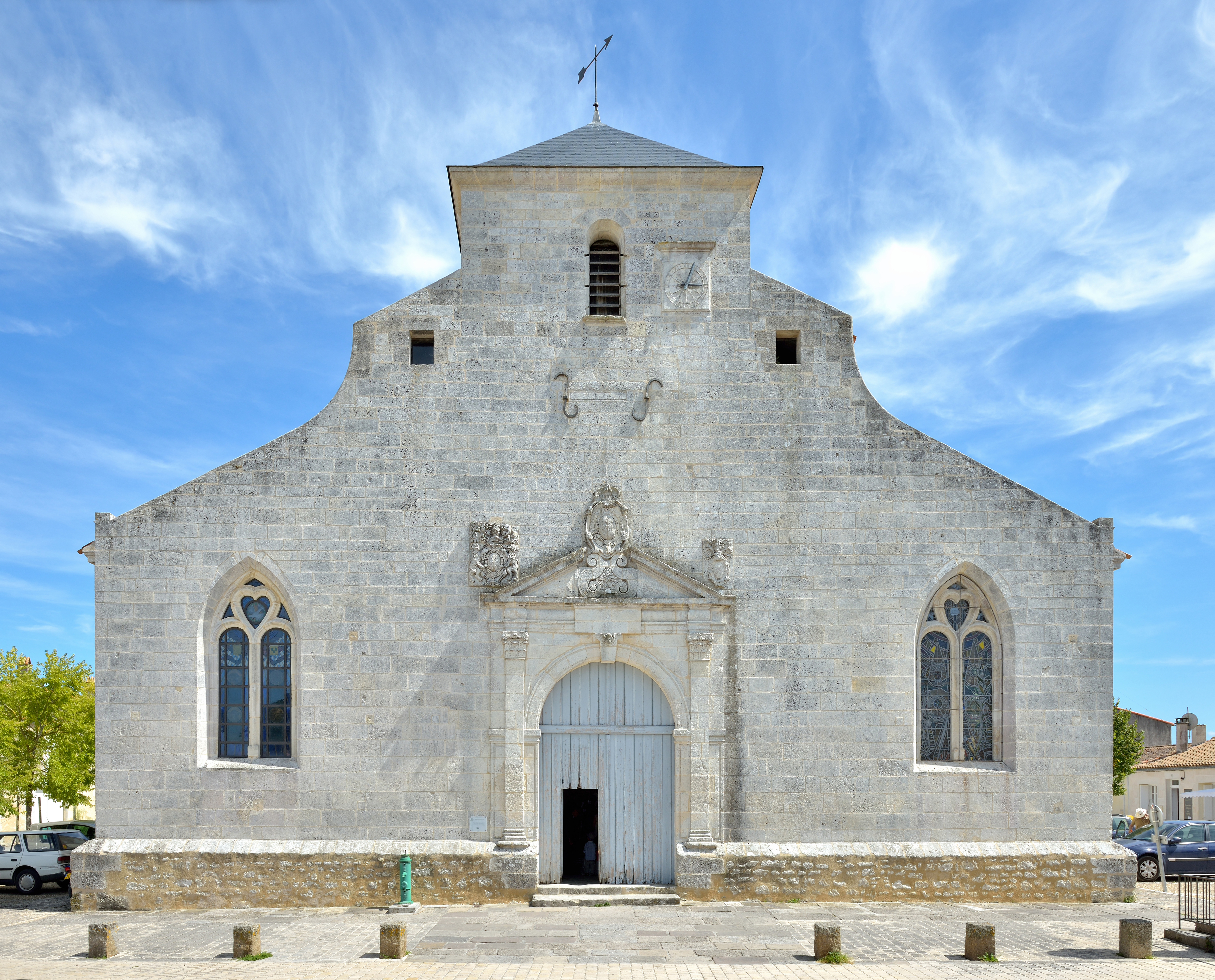
L'église Saint-Pierre-et-Saint-Paul de Brouage.
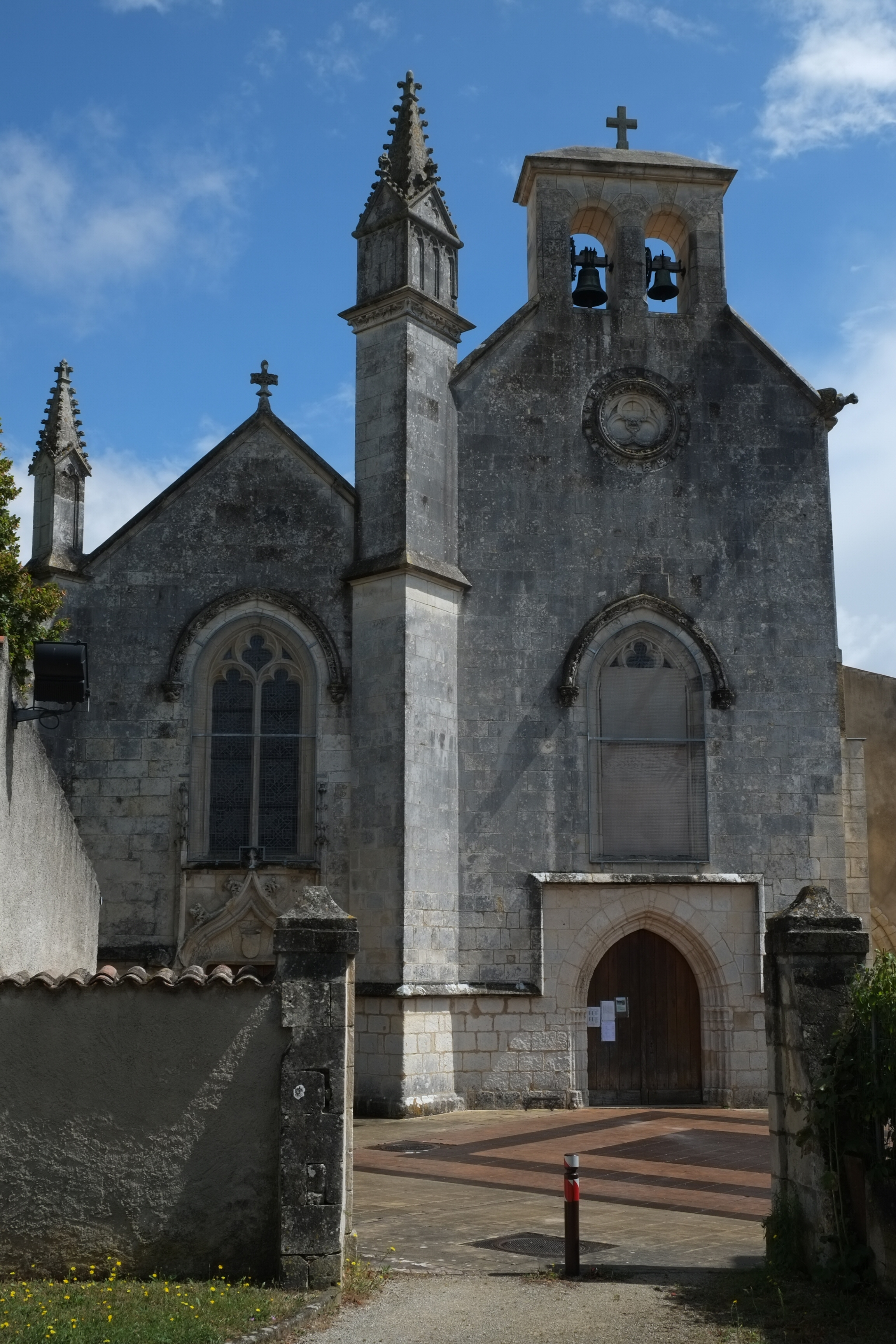
L'église Saint-Cybard de Périgny.
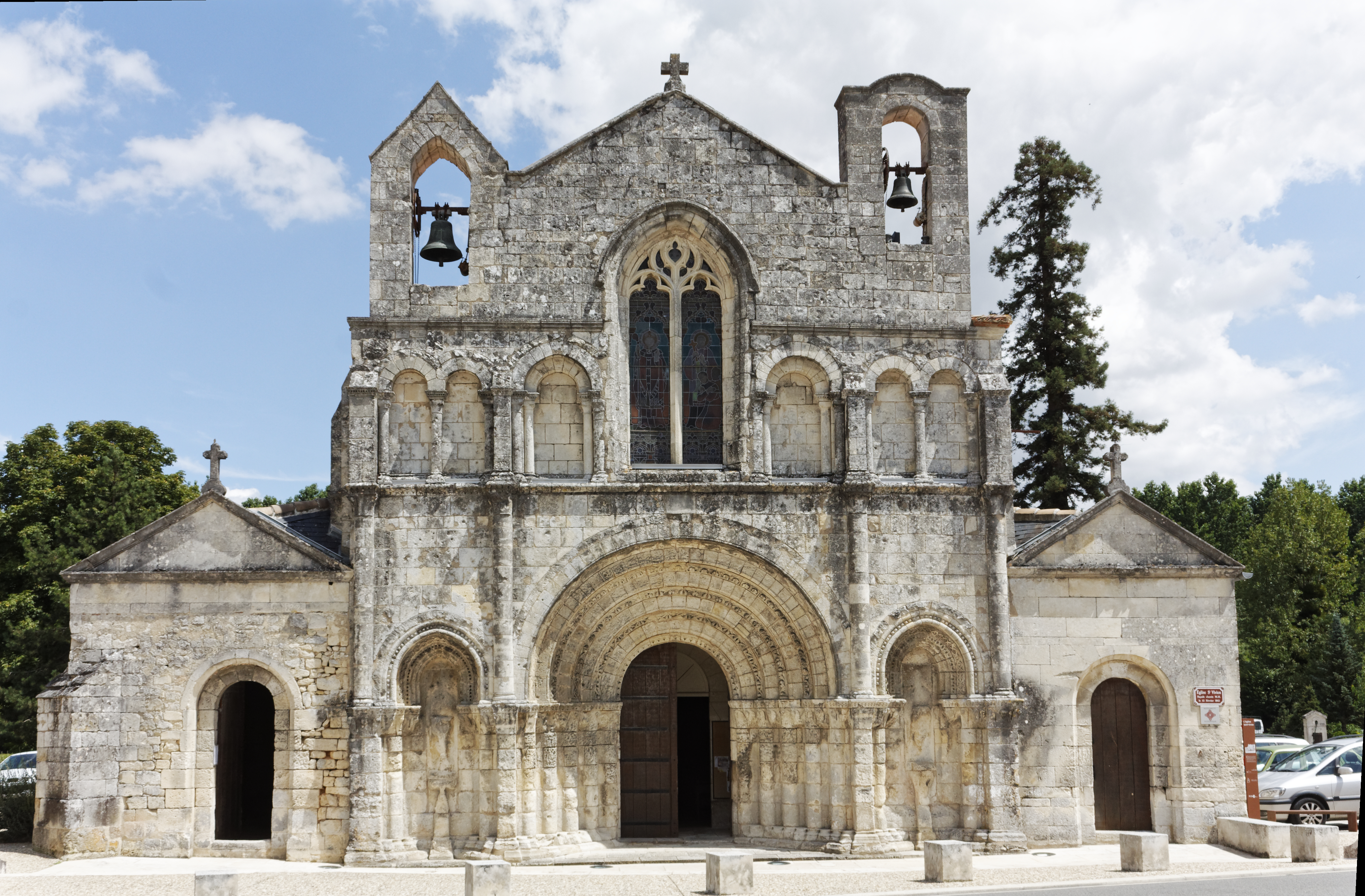
L'église Saint-Vivien de Pons.
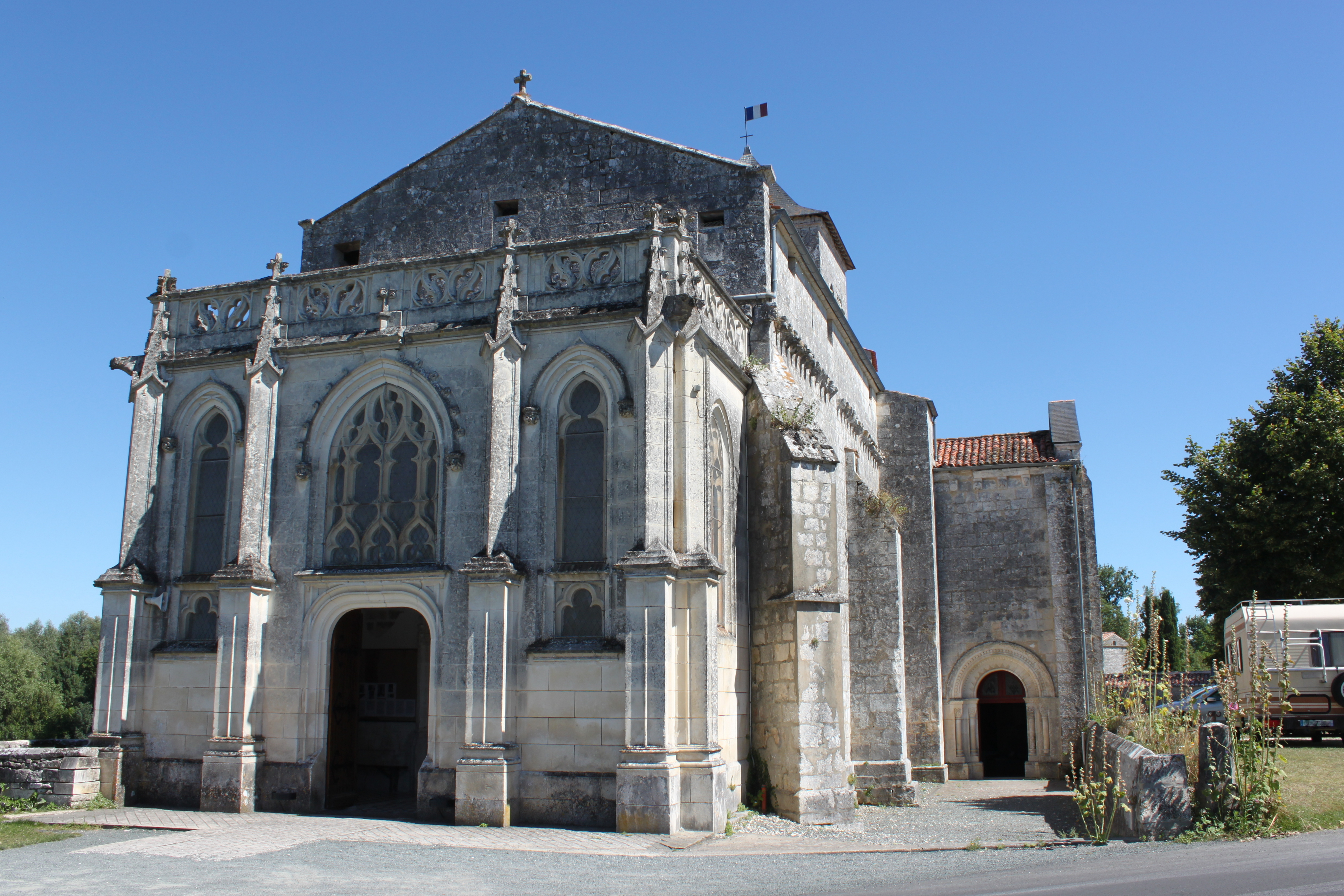
L'église Saint-Saturnin de Port-d'Envaux.
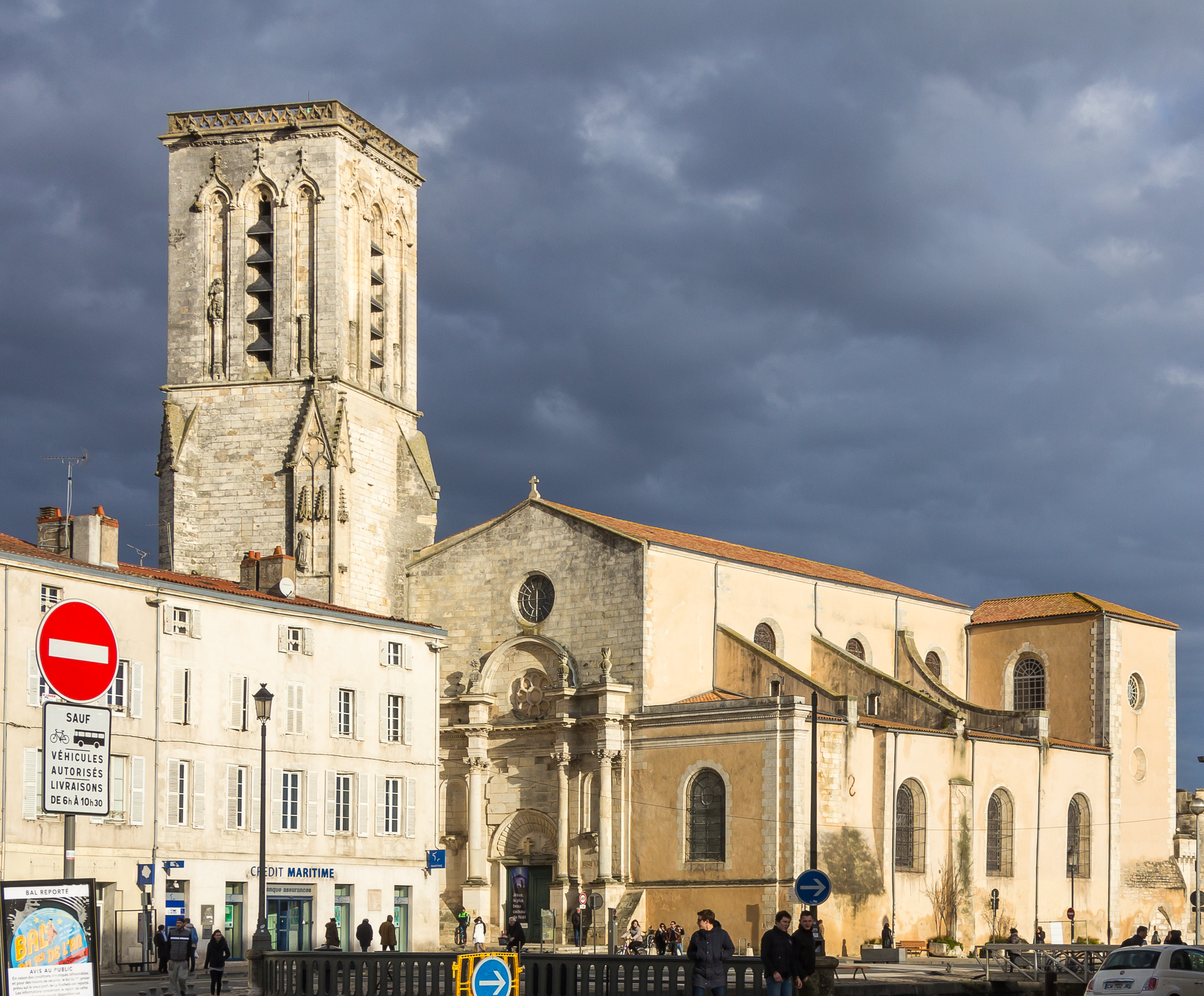
L'église Saint-Sauveur de La Rochelle.
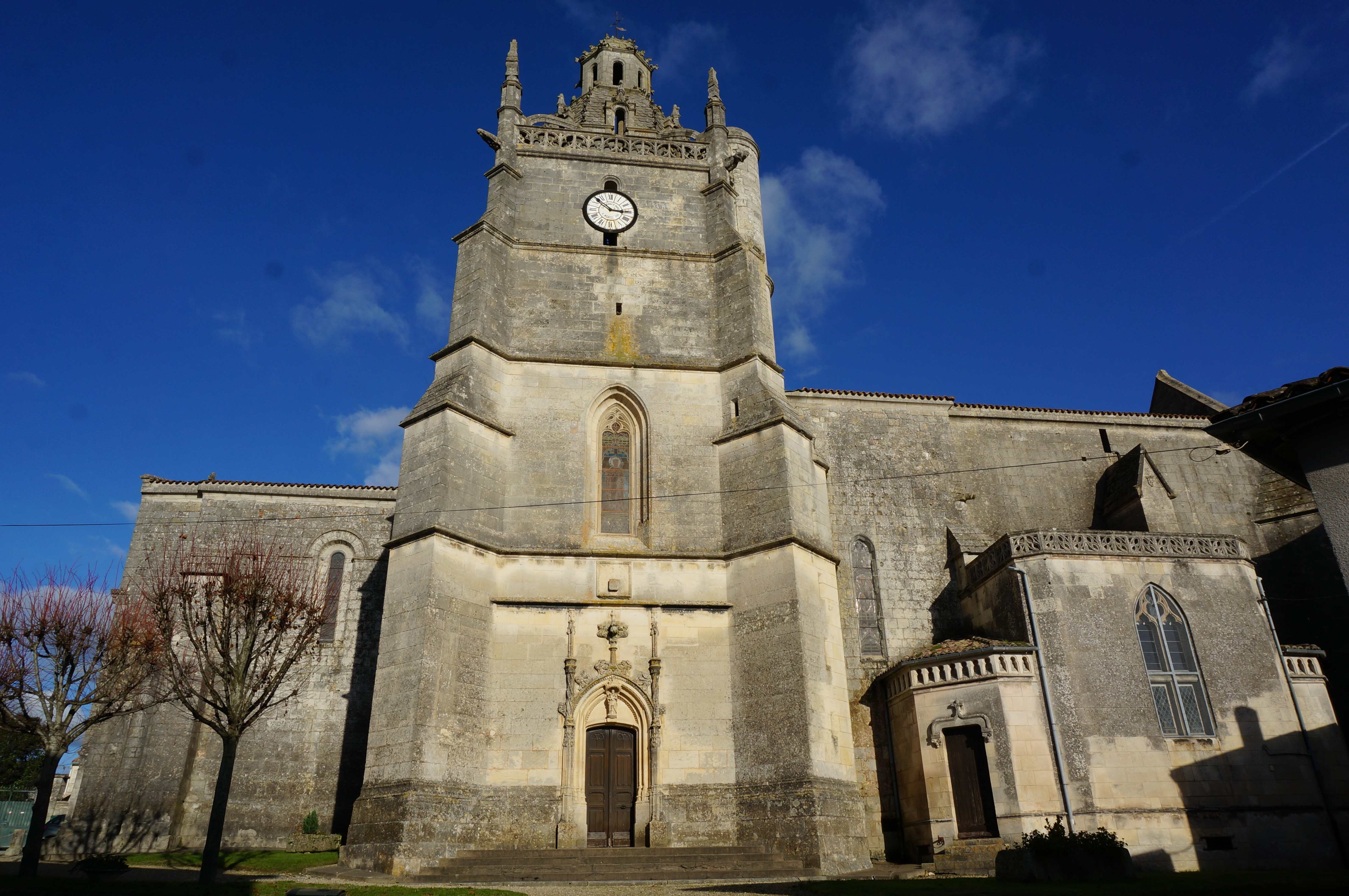
L'église Saint-Fortunat de Saint-Fort-sur-Gironde.
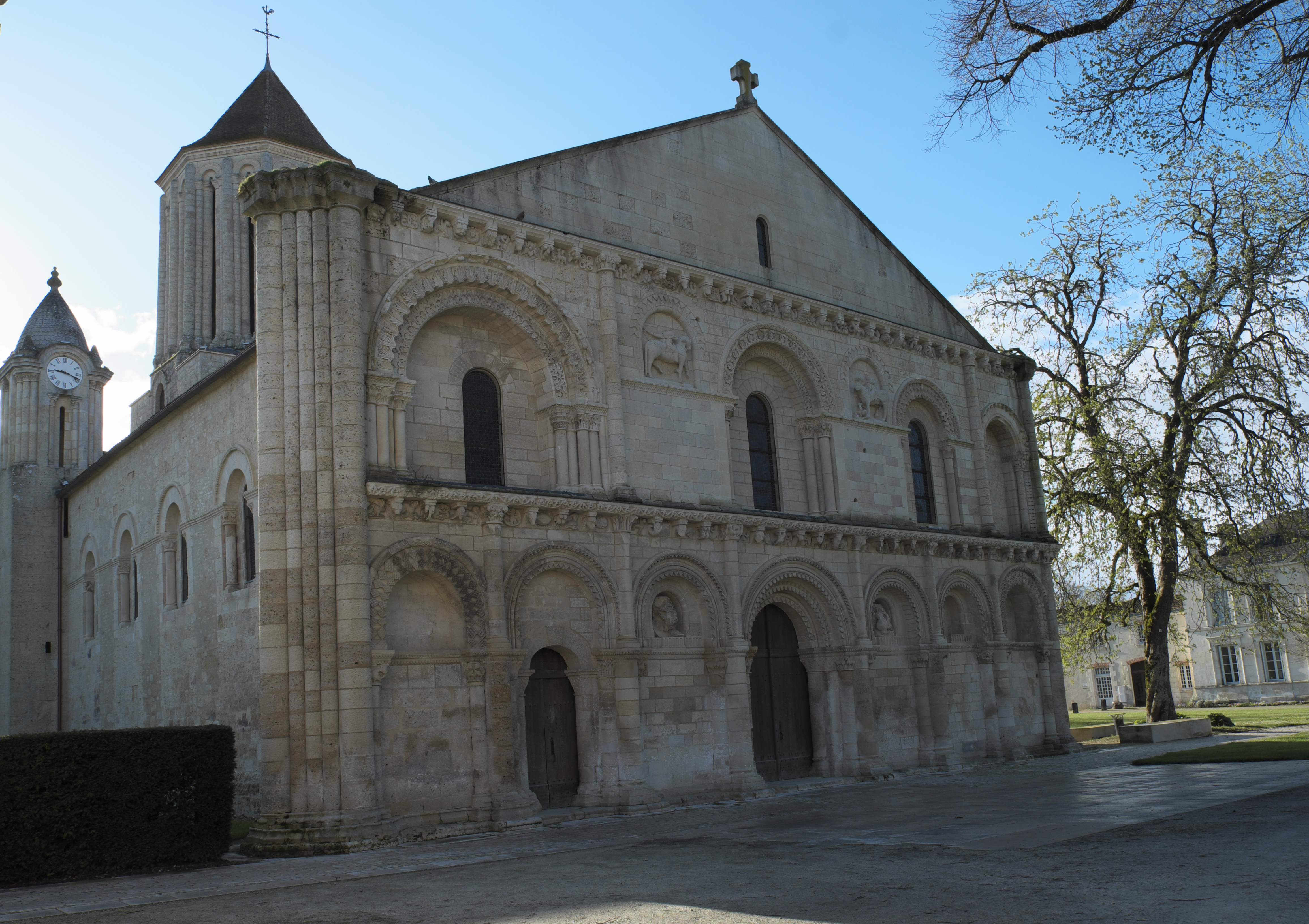
L'église Notre-Dame de Surgères.
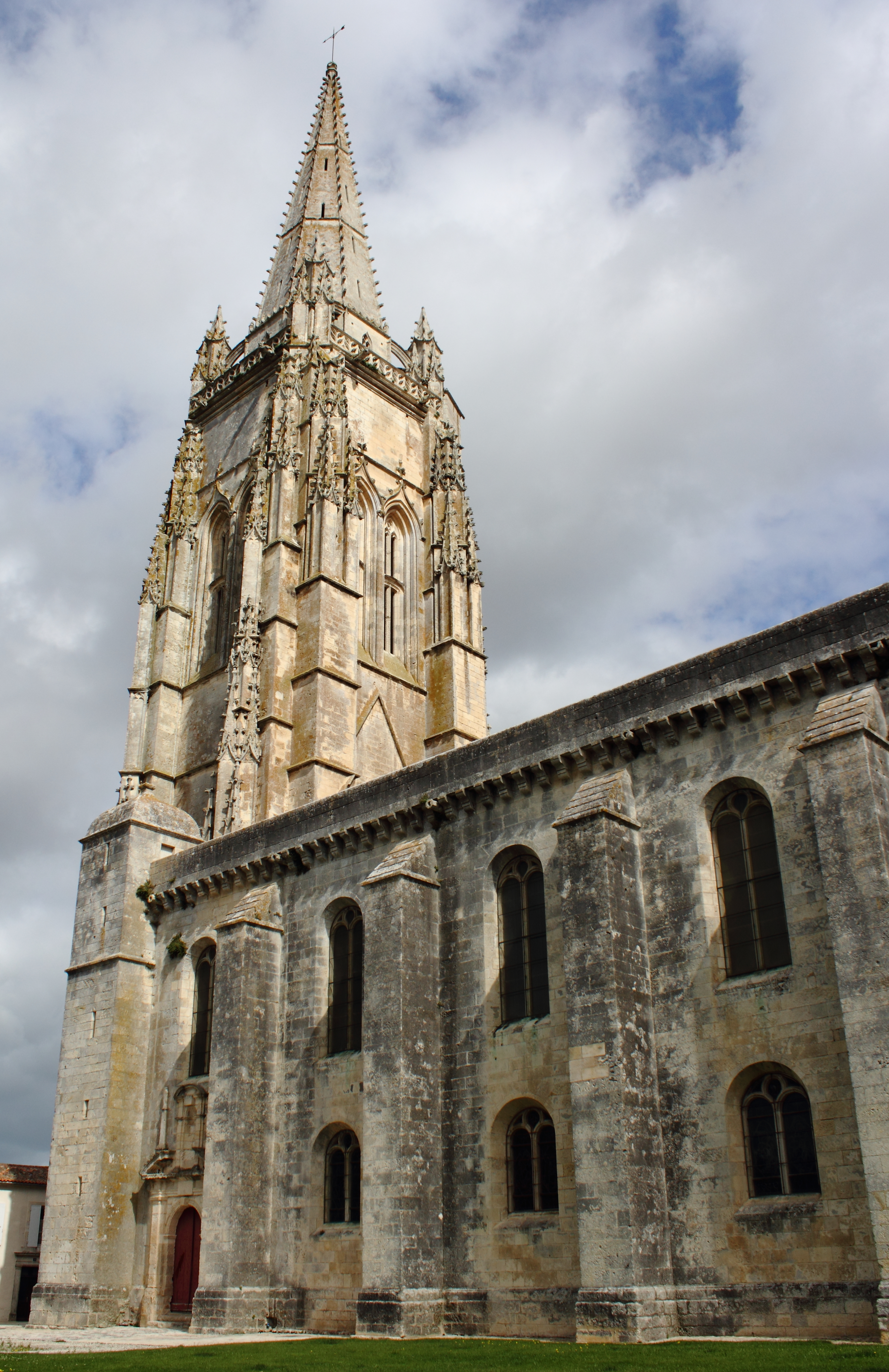
L'église Saint-Pierre de Marennes.

## Abbayes et communautés

### Abbayes historiques
Avant la création du diocèse de La Rochelle, beaucoup d'abbayes se situaient dans le diocèse de Saintes. Certaines se situent aujourd'hui dans le diocèse voisin d'Angoulême. Ces abbayes, prieurés ou monastères dépendaient de différents ordres, tels les Bénédictins (surtout en Saintonge), les Augustiniens, les Cisterciens (surtout en Aunis) et les Dominicains.
| Ordre religieux | Abbaye                                                            |
| --------------- | ----------------------------------------------------------------- |
| Bénédictins     | Abbaye Saint-Étienne de Baignes (diocèse d'Angoulême)             |
| Bénédictins     | Abbaye royale de Saint-Jean-d'Angély                              |
| Bénédictins     | Abbaye Saint-Étienne de Bassac (diocèse d'Angoulême)              |
| Bénédictins     | Abbaye de Vaux                                                    |
| Bénédictins     | Abbaye Sainte-Marie de Tonnay-Charente                            |
| Bénédictins     | Abbaye de Fontdouce                                               |
| Bénédictins     | Abbaye de La Tenaille                                             |
| Bénédictins     | Abbaye de Madion                                                  |
| Bénédictins     | Abbaye de Montierneuf                                             |
| Bénédictins     | Prieuré fontevriste de Cormeille                                  |
| Bénédictins     | Prieuré Saint-Jean-l'Évangéliste de Trizay                        |
| Bénédictins     | Prieuré Saint-Eutrope de Saintes                                  |
| Bénédictins     | Prieuré de Sainte-Gemme                                           |
| Bénédictines    | Abbaye Notre-Dame de Saintes                                      |
| Augustiniens    | Abbaye Notre-Dame-de-l'Assomption de Châtre (diocèse d'Angoulême) |
| Augustiniens    | Abbaye Notre-Dame de Sablonceaux                                  |
| Augustiniens    | Abbaye des Augustins de Saint-Savinien                            |
| Cisterciens     | Abbaye de La Grâce-Dieu                                           |
| Cisterciens     | Abbaye de La Frenade (diocèse d'Angoulême)                        |
| Cisterciens     | Abbaye Saint-Léonard des Chaumes                                  |
| Cisterciens     | Abbaye Notre-Dame-de-Ré dite des Châteliers                       |
| Cisterciens     | Abbaye de Grâce Notre-Dame de Charon                              |
| Dominicains     | Couvent des Jacobins de Saintes                                   |
| Cisterciens     | Abbaye Notre-Dame de Bellefontaine (diocèse d'Angers)             |

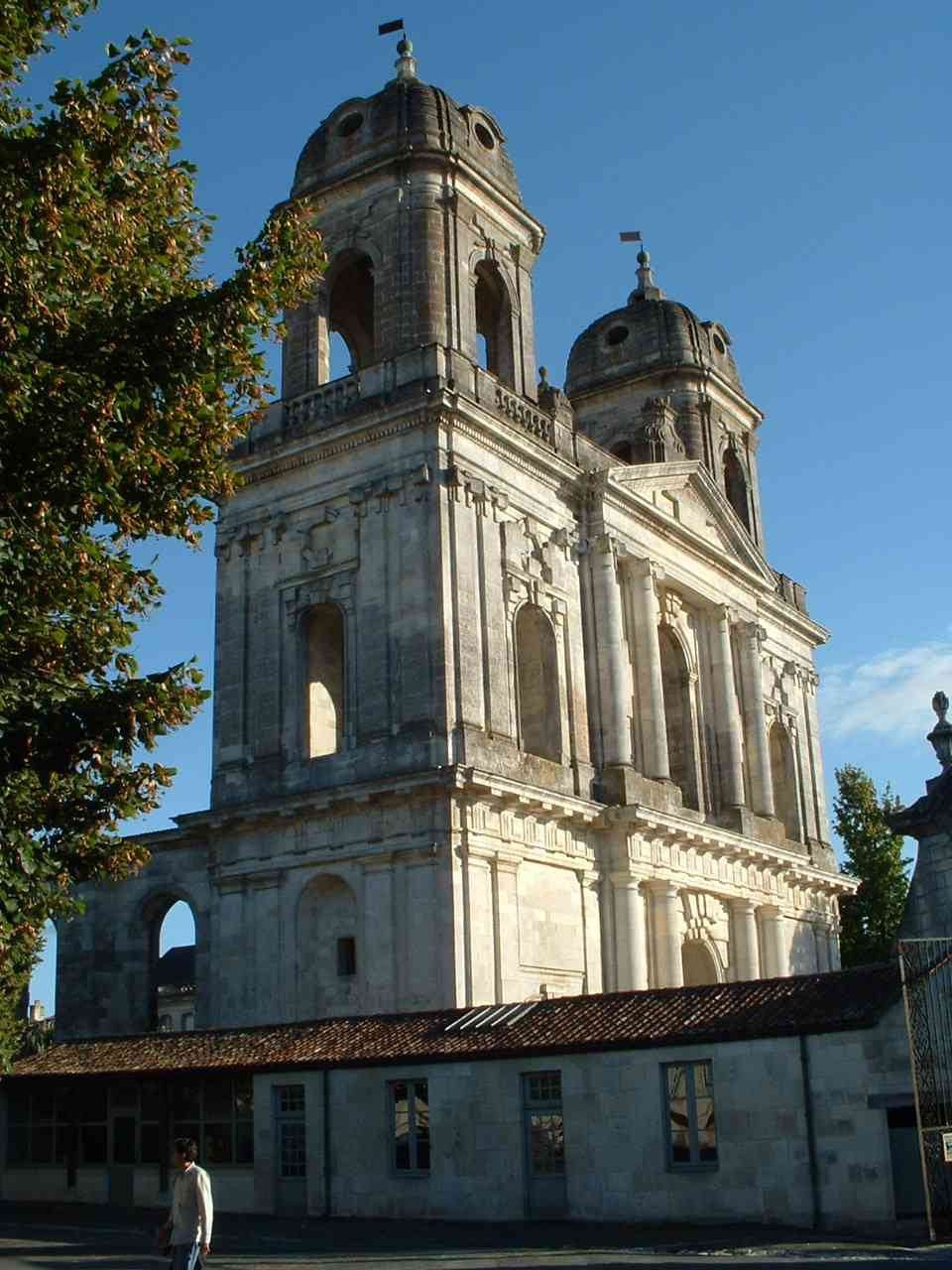
Abbaye royale de Saint-Jean-d'Angély.
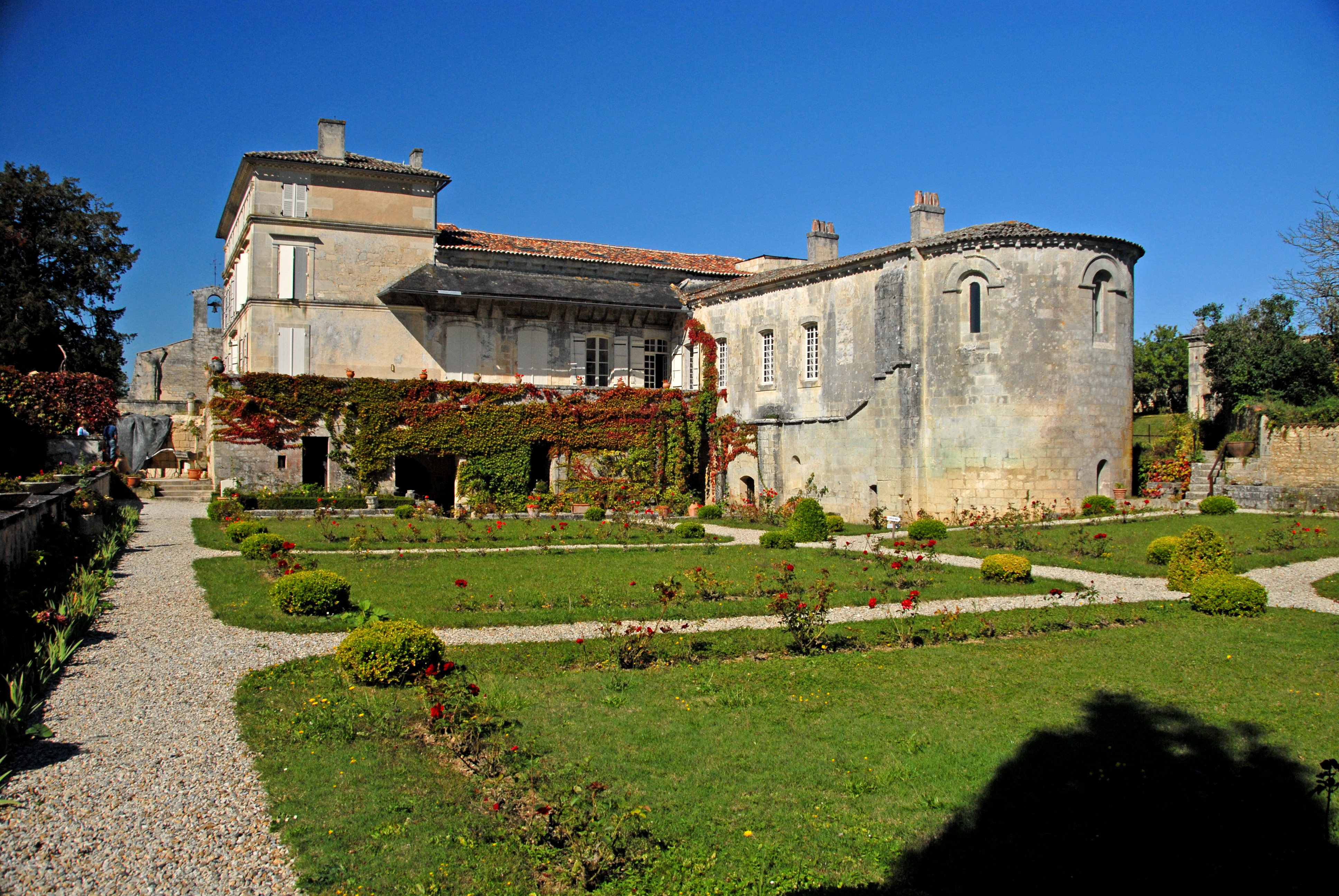
Abbaye de Fontdouce.
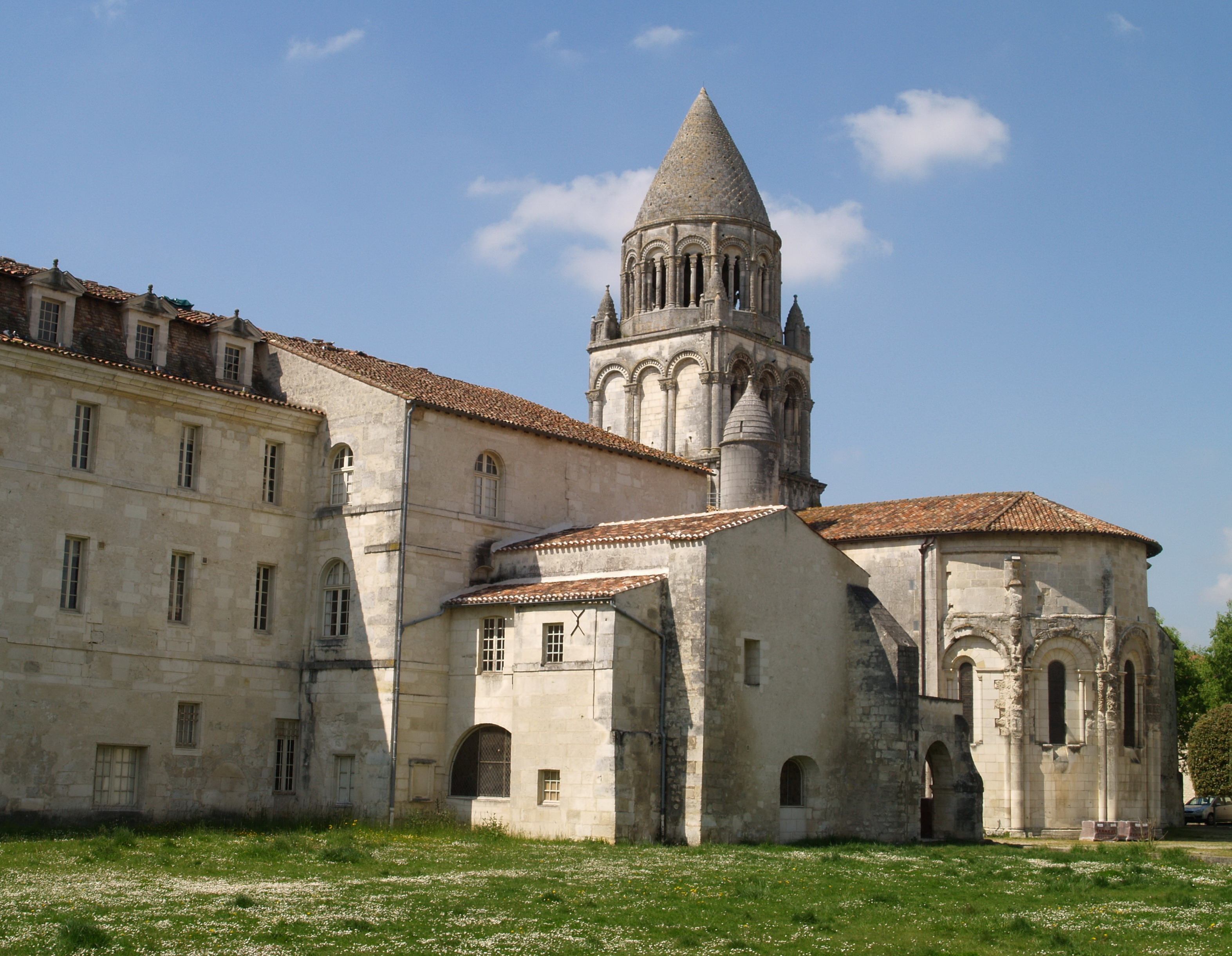
Abbaye aux Dames de Saintes.
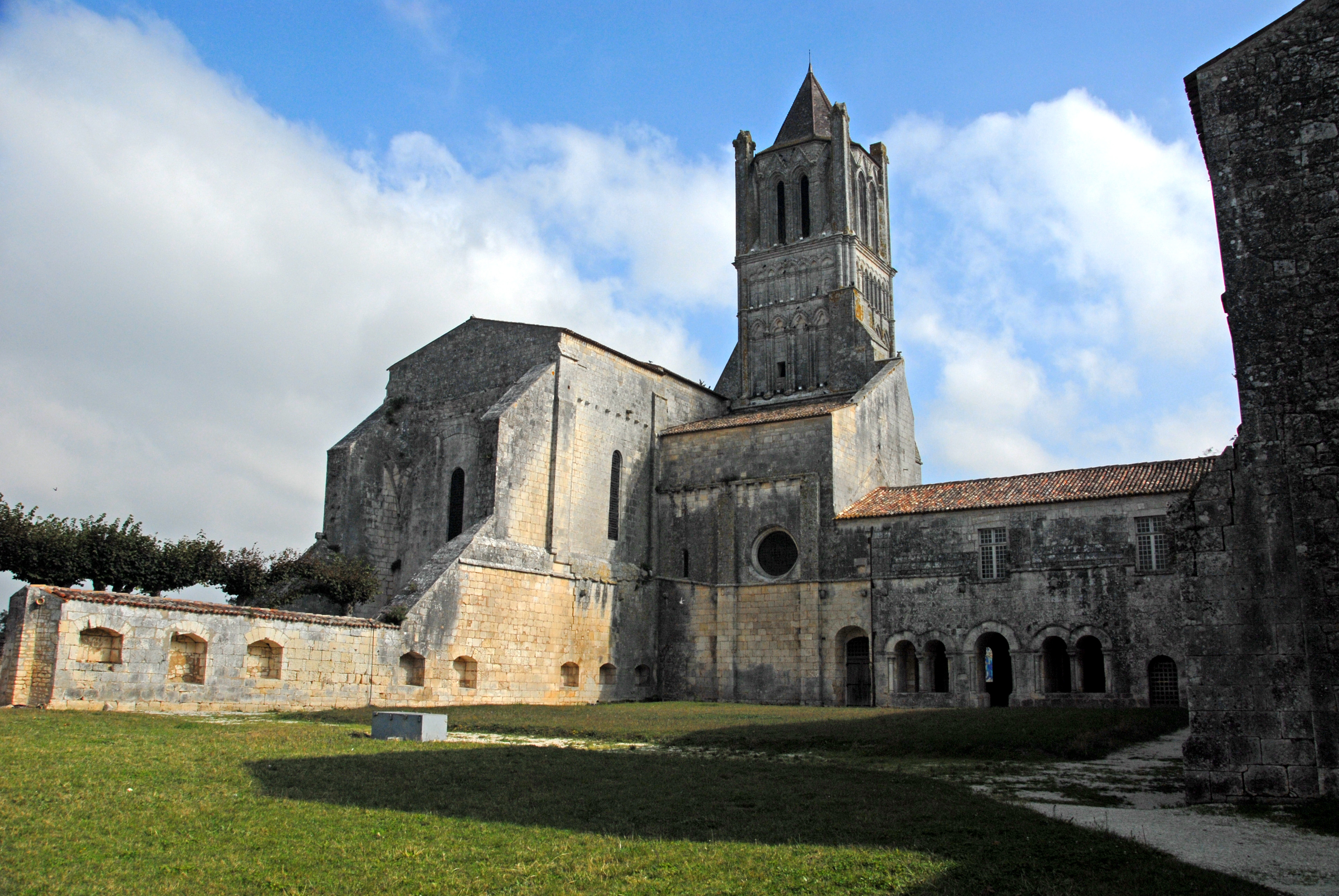
Abbaye Notre-Dame de Sablonceaux.
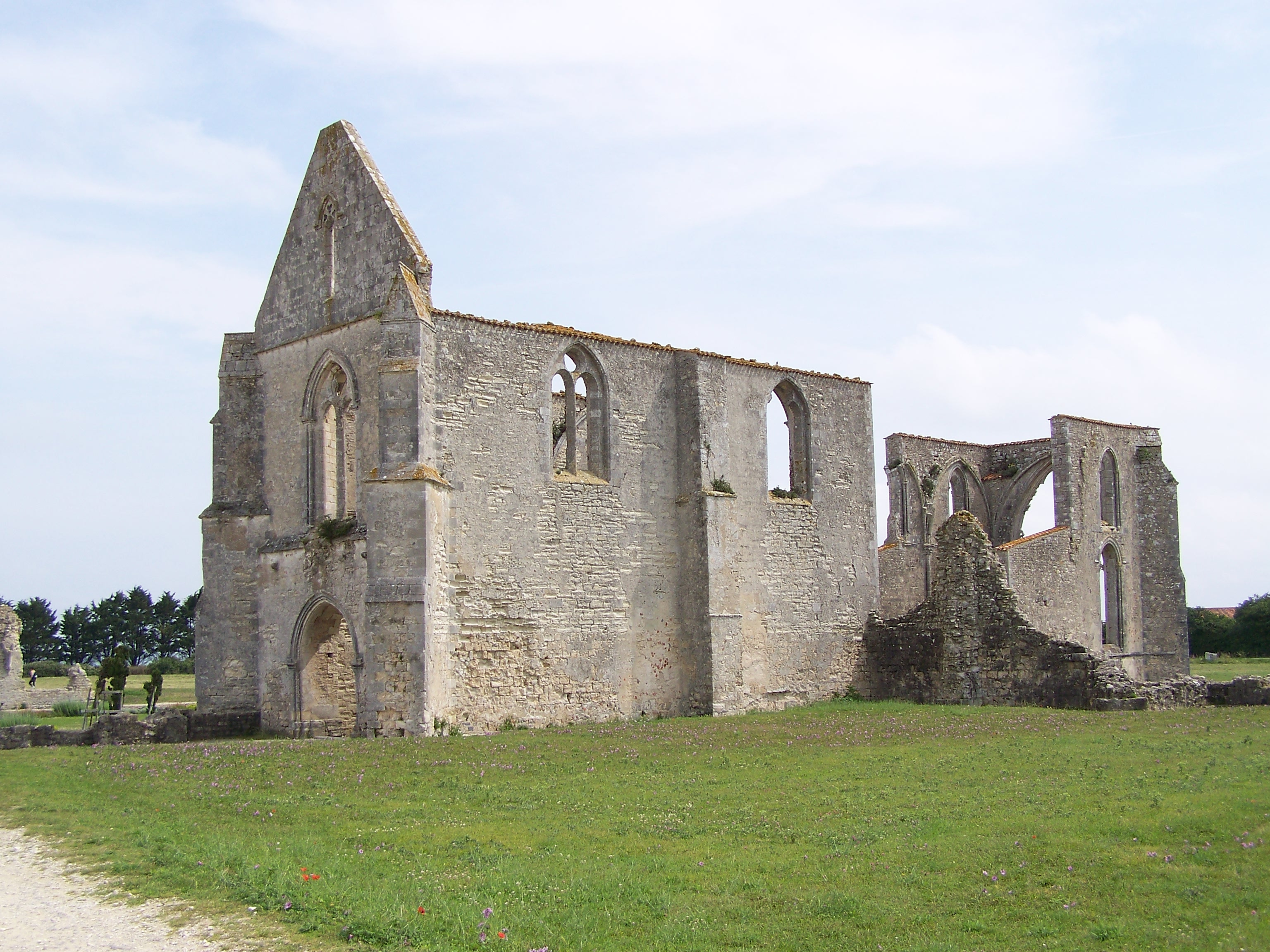
Abbaye Notre-Dame de Ré, dite « des Châteliers ».
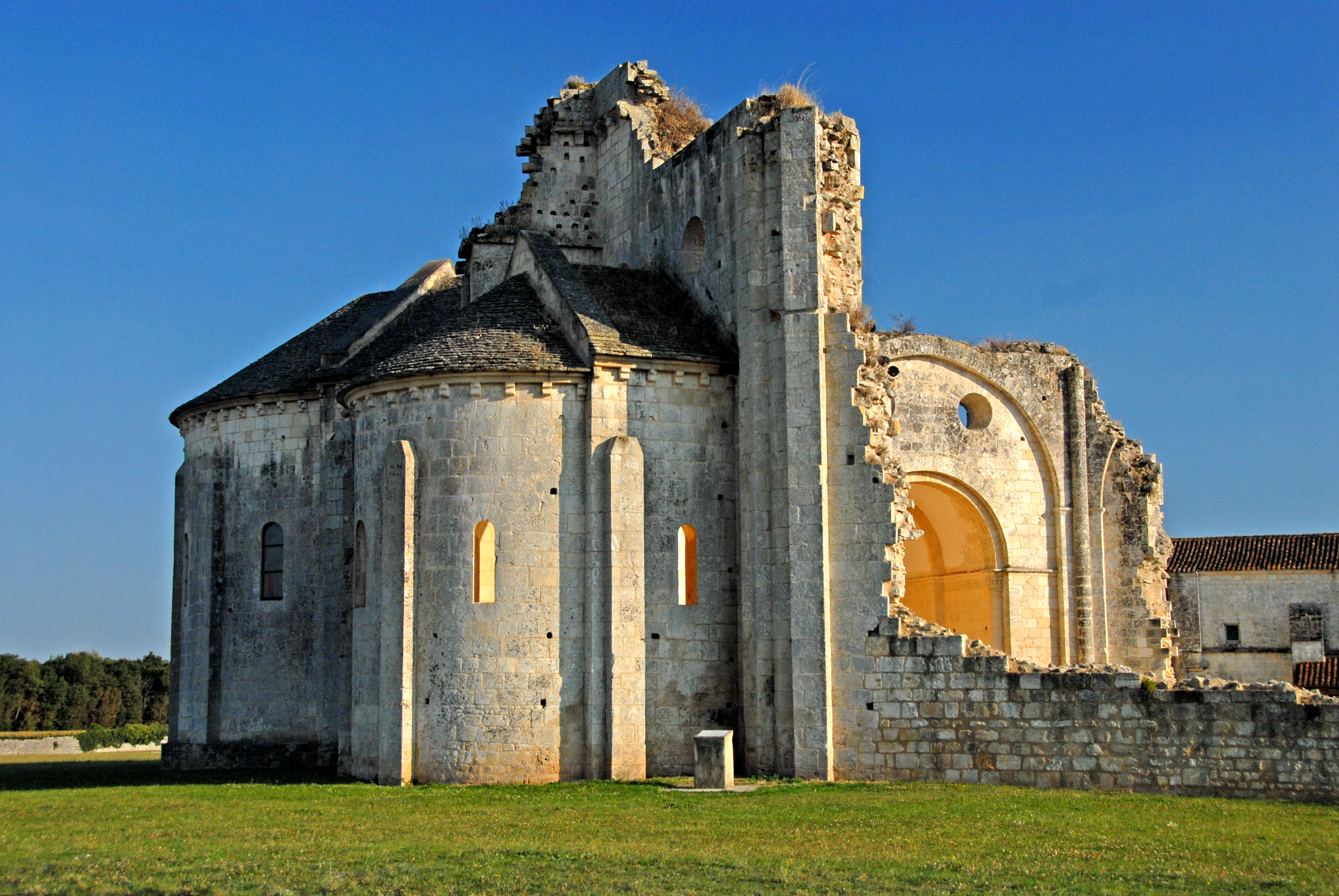
Prieuré Saint-Jean-l'Évangéliste de Trizay.
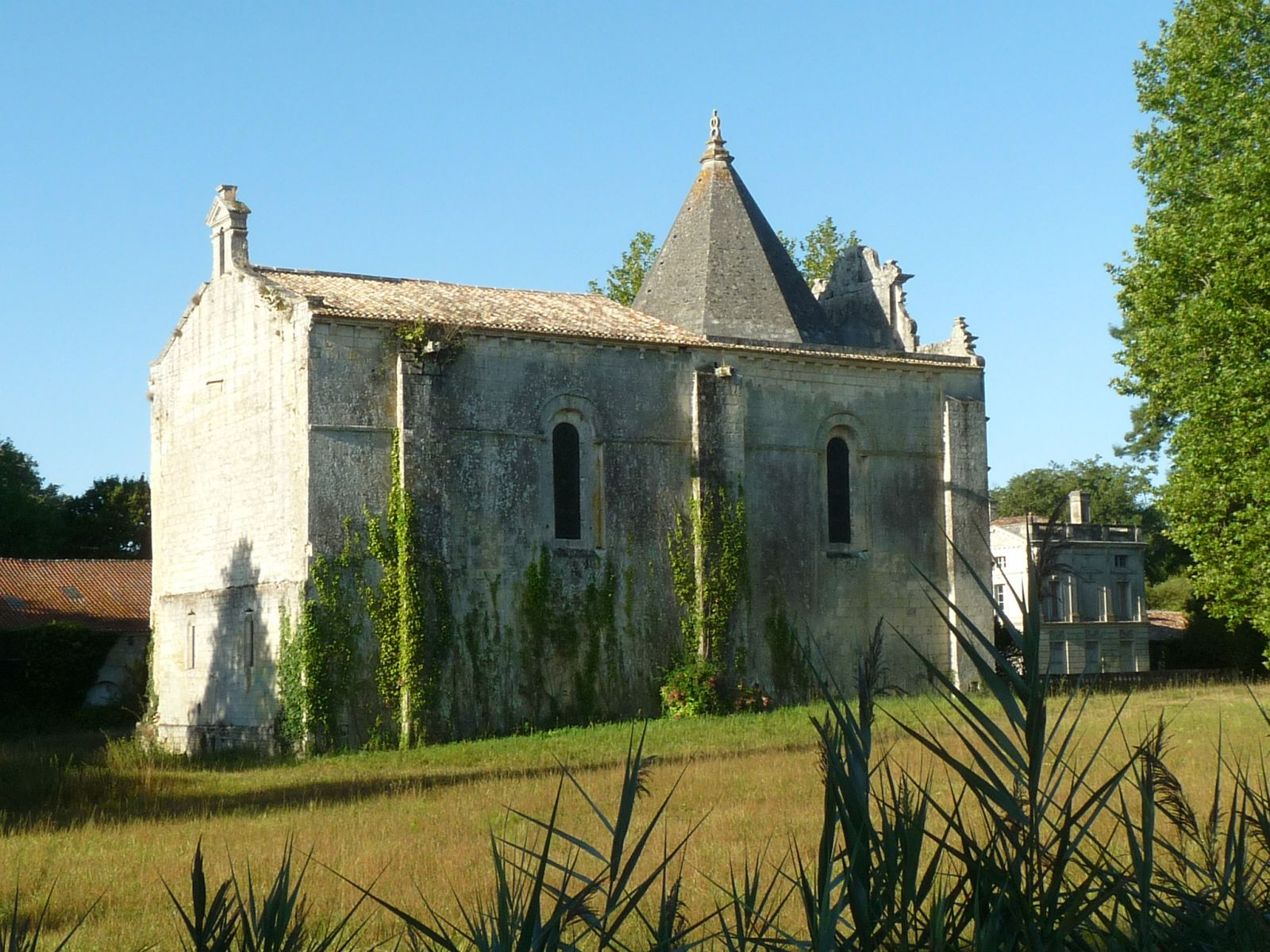
Abbaye de la Tenaille.
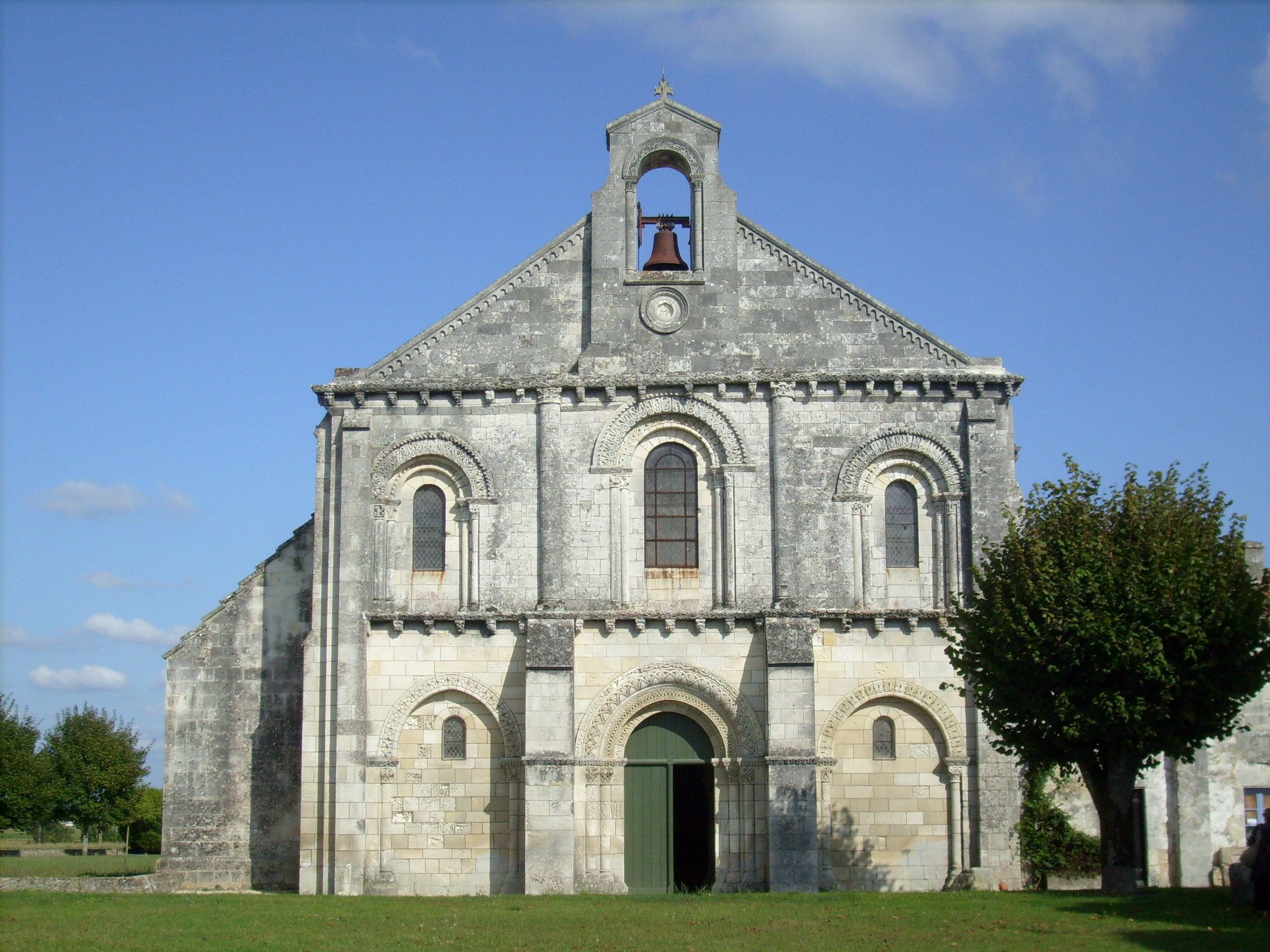
Prieuré de Sainte-Gemme.
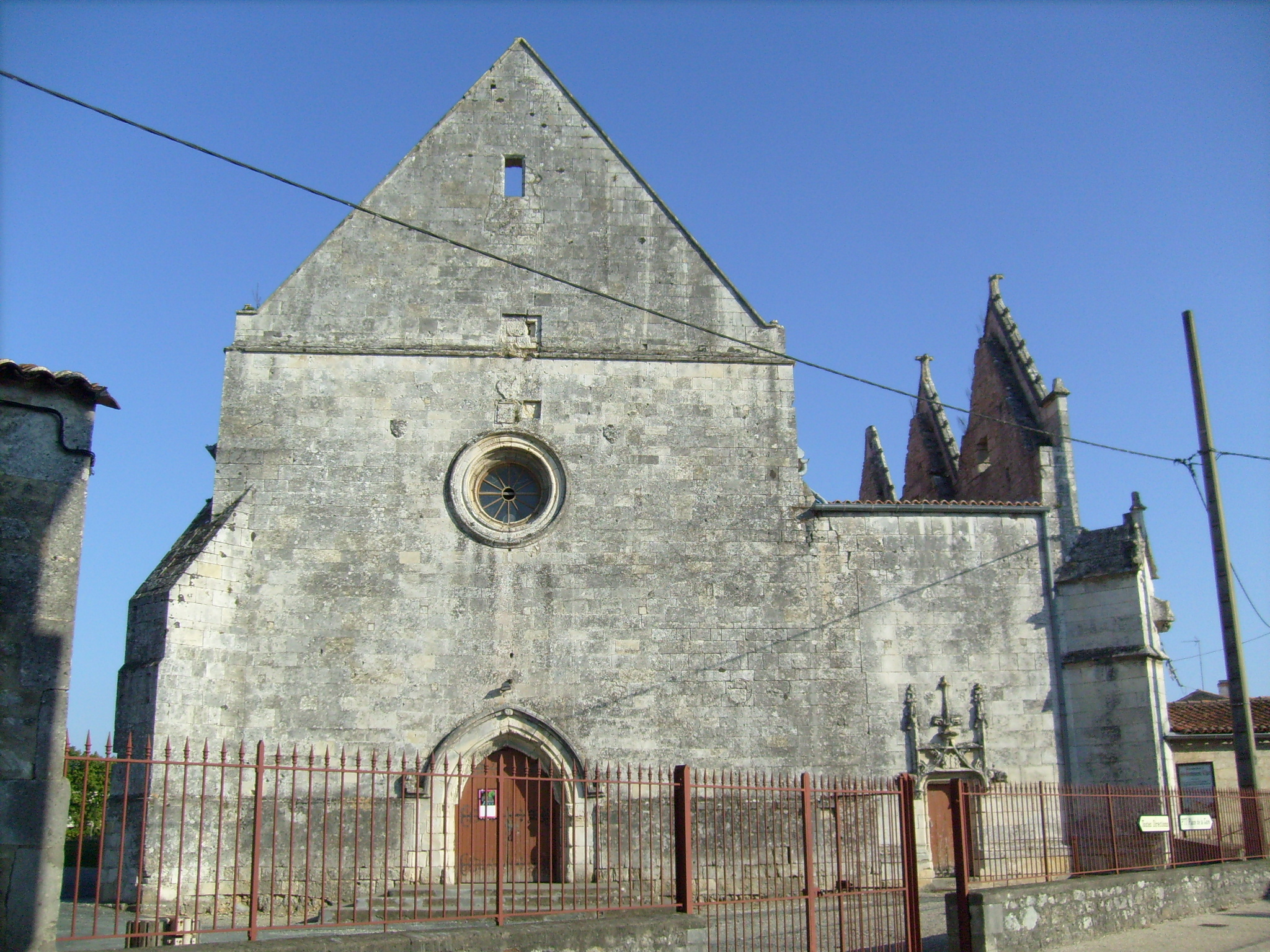
Abbaye des Augustins de Saint-Savinien.
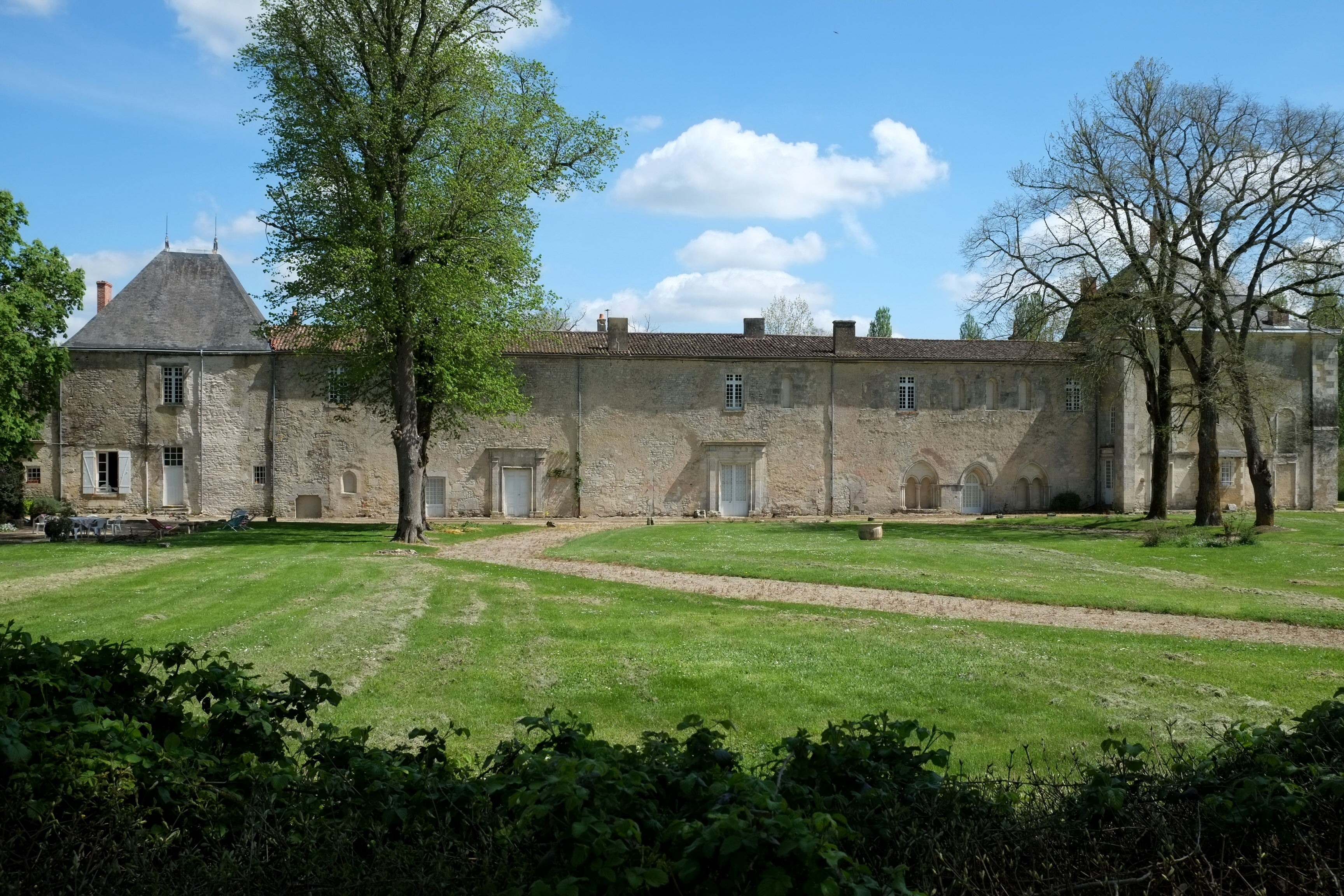
Abbaye de la Grâce-Dieu.

### Communautés actuelles
Le diocèse de La Rochelle accueille différentes communautés religieuses :

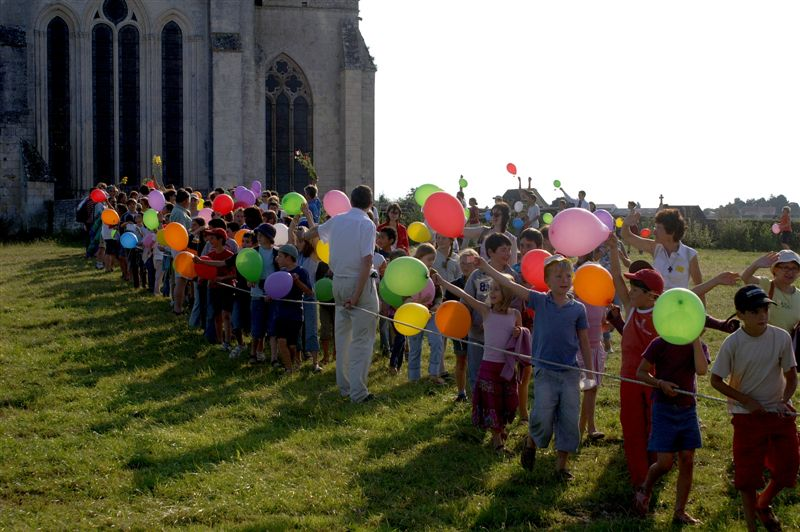
Enfants durant une session Cana à l'abbaye de Sablonceaux.

#### Instituts et congrégations
- Communauté du Chemin Neuf (CCN), communauté de spiritualité ignatienne issue du renouveau charismatique. Elle est installée à l'abbaye de Sablonceaux, propriété du diocèse de La Rochelle qui lui a été confiée en 1986. La communauté y anime un centre spirituel, artistique et culturel.
- Congrégation du Saint-Esprit (C.S.Sp.) à Saint-Pierre et Miquelon
- Fils de la Charité, installés à La Rochelle
- Missionnaires de la Plaine (MDP), à Marans et Montlieu-la-Garde
- Prémontrés, à Dompierre-sur-Mer
- Institut du Christ Roi Souverain Prêtre (ICRSP), installé à Pont-l'Abbé-d'Arnoult et desservant la chapelle Saint-Maurice à La Rochelle et les églises de La Vallée et Saint-Augustin pour la forme tridentine du rite romain
- Institut du Verbe incarné (IVE), à Jonzac
- Société des missionnaires de Saint Paul, à La Rochelle
- Chemin néocatéchuménal, à La Rochelle
- Société des Prêtres de Saint-Jacques
- Frères des écoles chrétiennes, à Pont-l'Abbé-d'Arnoult, Bois - Saint-Genis-de-Saintonge

#### Congrégations féminines
- Congrégation Marie Reine de la Paix, à Gémozac
- Communauté des Filles du Saint Cœur de Marie, à Saintes
- Communauté Sainte-Marie des Sœurs de la Providence de Saintes, à Saintes
- Famille missionnaire de Notre-Dame, à La Jarrie
- Filles de la Sagesse, à La Rochelle (ancienne maison du Père de Montfort) et au Château-d'Oléron
- Institut des Servantes de la Lumière du Christ (Sœurs de la Providence de la Pommeraye), à Saint-Fort-sur-Gironde
- Institut des Servantes du Seigneur et de la Vierge de Matará (branche apostolique), à Jonzac
- Institut des Servantes du Seigneur et de la Vierge de Matará (branche contemplative), à Nieul-sur-Mer
- Petites Sœurs de l'Assomption, à La Rochelle
- Petites Sœurs des pauvres, à Saintes
- Sœurs mineures de Saint François et Sainte Claire, à Saint-Jean d'Angély
- Sœurs des Sacrés-Cœurs de Jésus et de Marie, à Royan
- Sœurs du Sacré-Cœur de Jésus de Saint-Jacut-les-Pins, à Jonzac
- Sœurs de Saint-Joseph de Cluny, à Saint-Pierre et Miquelon
- Sœurs de Saint-Paul de Chartres, à Aulnay-de-Saintonge
- Ursulines de Jésus (Chavagnes), à Rochefort
- Xavières, à La Rochelle

#### Vierges consacrées
- Ordre de la Virginité consacrée "Ordo Virginum"

## Sanctuaires et pèlerinages
- Pèlerinage de Saint-Jacques-de-Compostelle : Via Turonensis, Voie de Soulac, Voie littorale
- Pèlerinage diocésain à l'île Madame
- Pèlerinage à Notre-Dame-de-Recouvrance, Pons
- Pèlerinage à Notre-Dame-du-Miracle, cathédrale Saint-Pierre de Saintes
- Sanctuaire des Prêtres déportés (Pontons de Rochefort), Port-des-Barques
- Ermitage monolithe de Mortagne-sur-Gironde (ermitage Saint-Martial)
- Sanctuaire et chapelle Notre-Dame-des-Sept-Douleurs de Croix Gente, Montendre

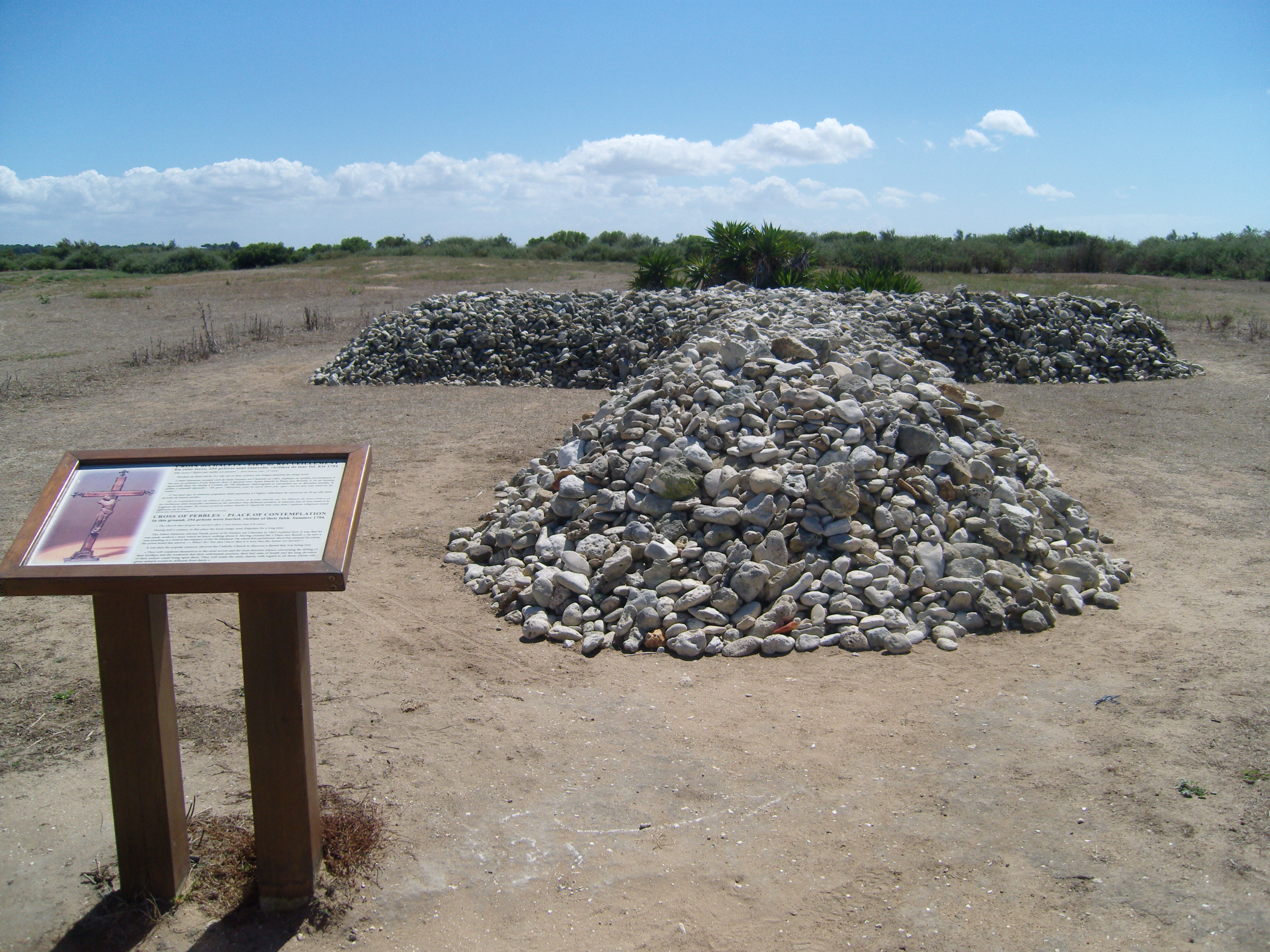
Croix de galets de l'Île Madame.
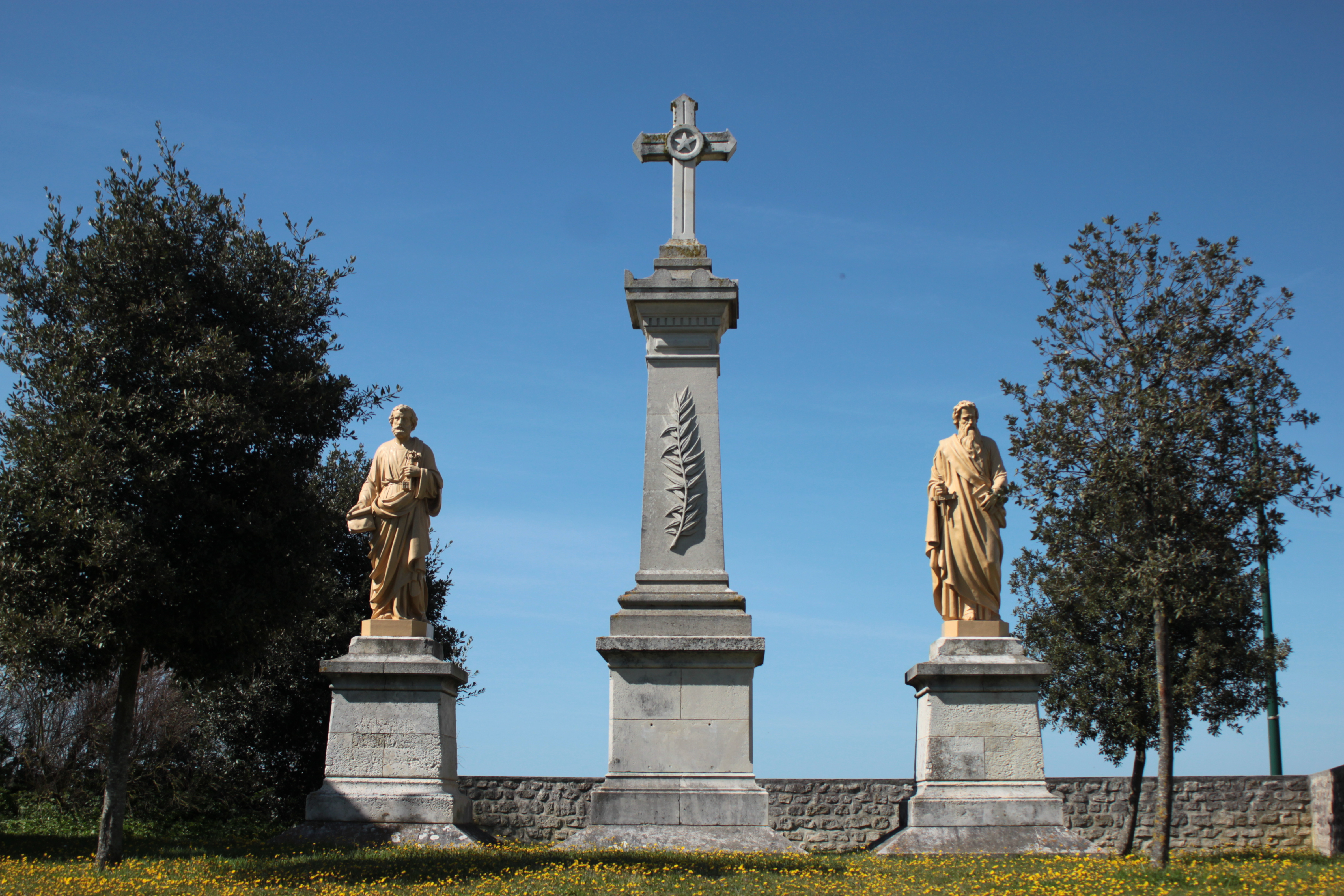
Calvaire de la chapelle des Prêtres réfractaires, Port-des-Barques.
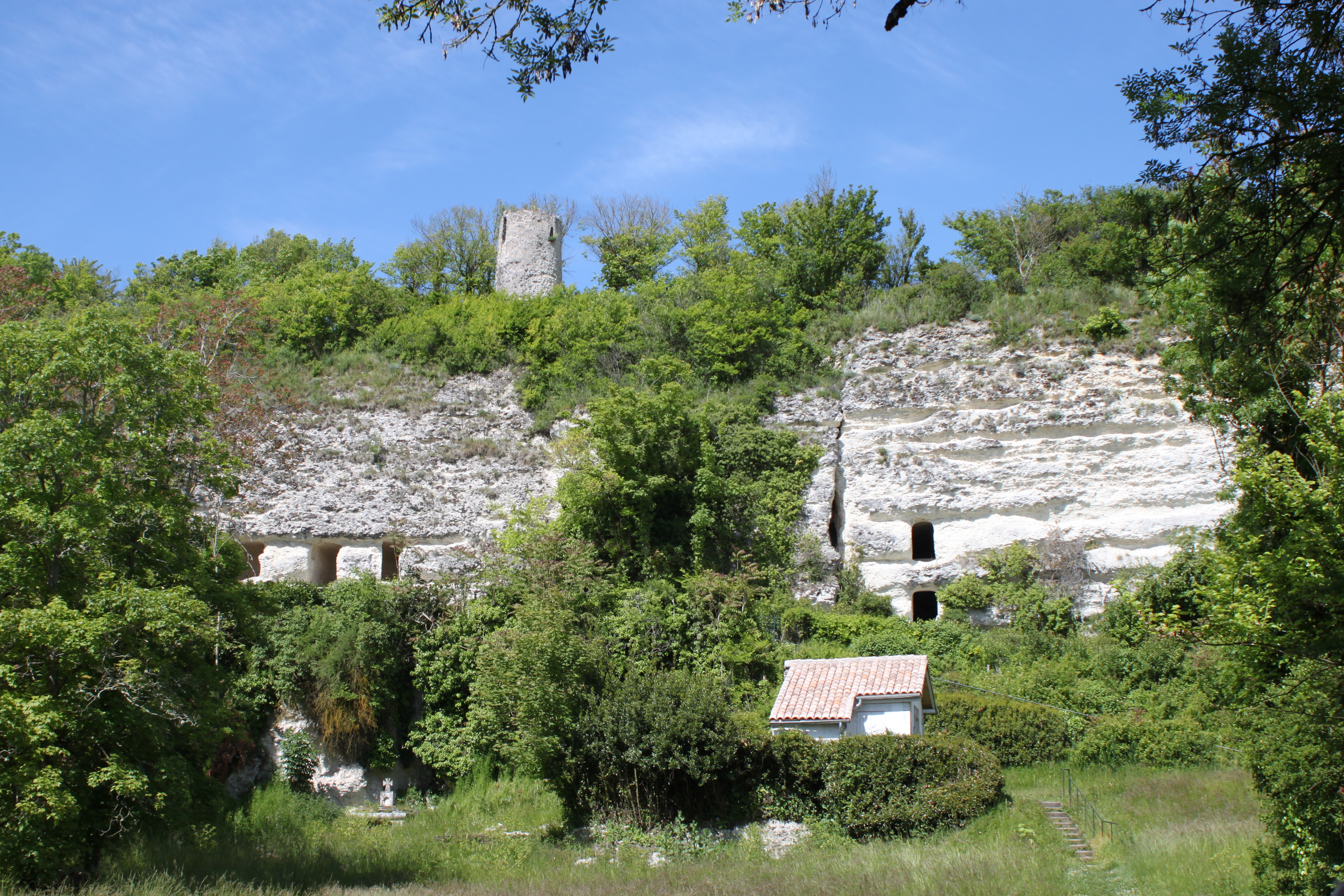
Ermitage monolithe de Mortagne-sur-Gironde.
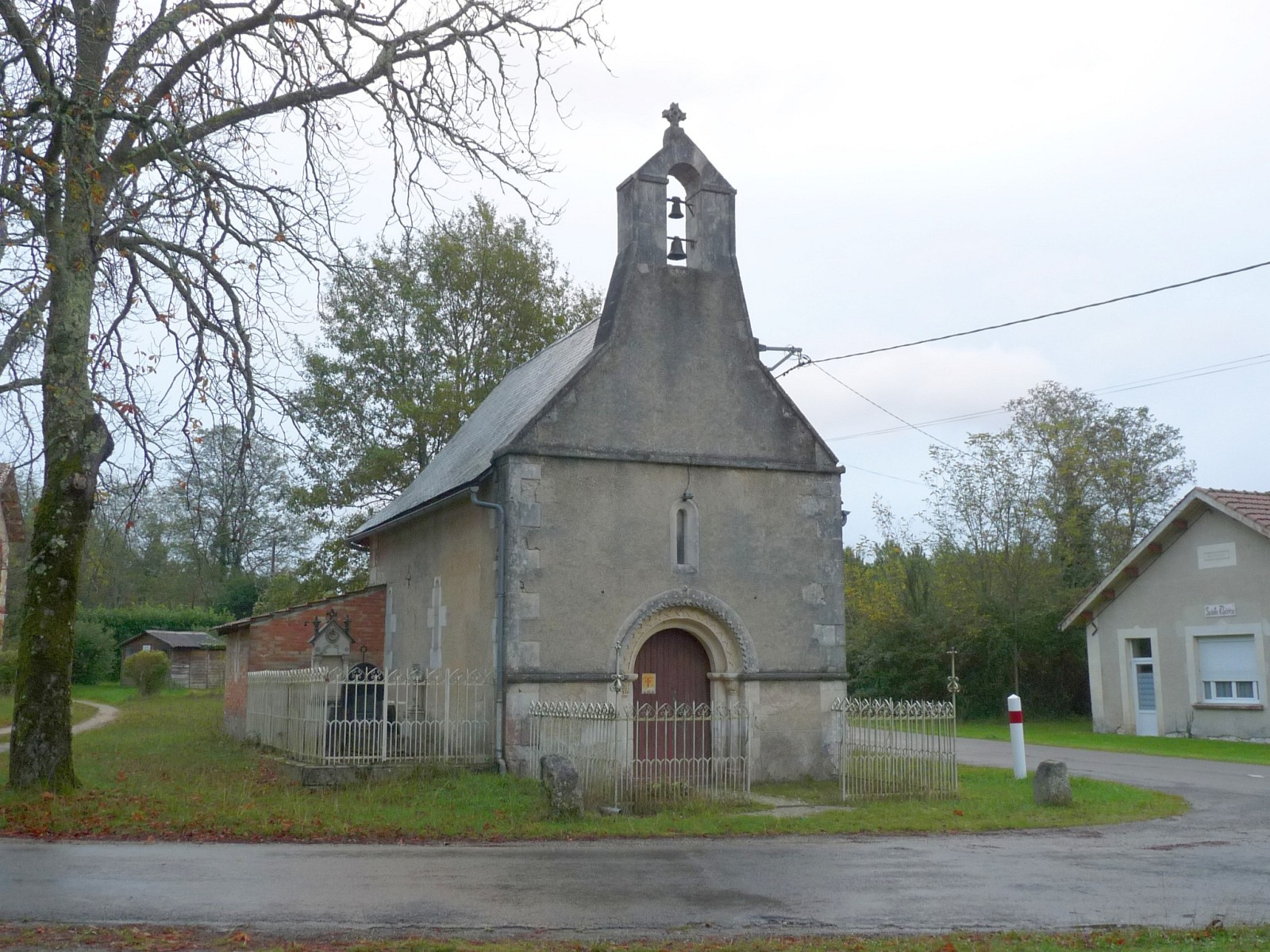
Chapelle de Croix-Gente.

## Personnalités

### Évêques

#### L'évêché
L'évêché est le bâtiment utilisé comme résidence par l'évêque. La Rochelle étant devenue en 1648 siège épiscopal, et celui de Saintes ayant été supprimé définitivement en 1801, c'est dans cette ville portuaire que se situe encore aujourd'hui l'évêché. Il a longtemps accueilli les services administratifs du diocèse (dits « la Curie »), avant que ceux-ci ne soient transférés à la maison diocésaine de Saintes (ancien petit séminaire) en octobre 2019. Cette dernière est alors dénommée Robert Jacquinot en hommage au missionnaire.
Le diocèse de La Rochelle a pour structure juridique l'association diocésaine, dont le siège se situe à l'évêché.

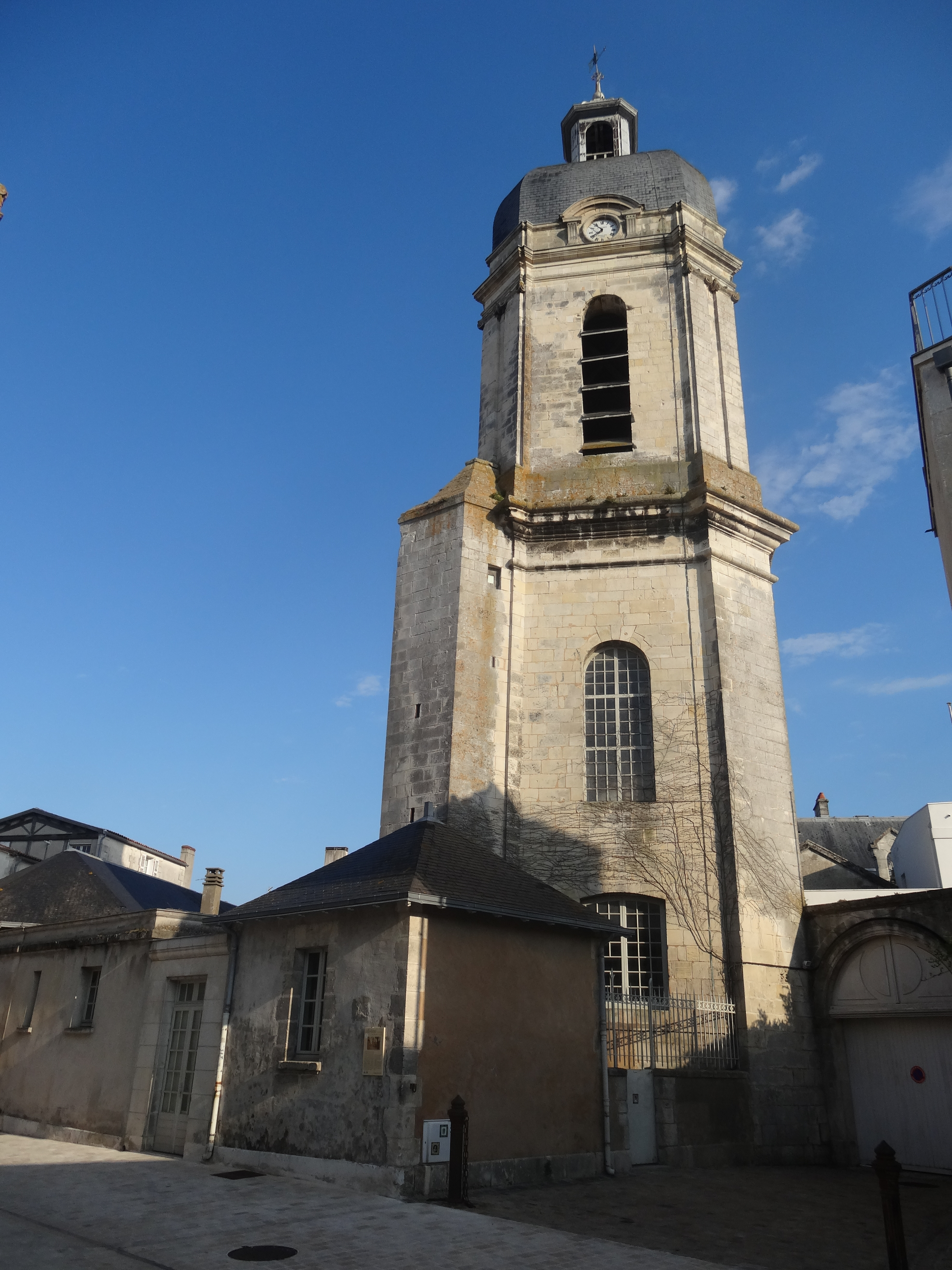
Le clocher Saint-Jean domine l'évêché de La Rochelle.
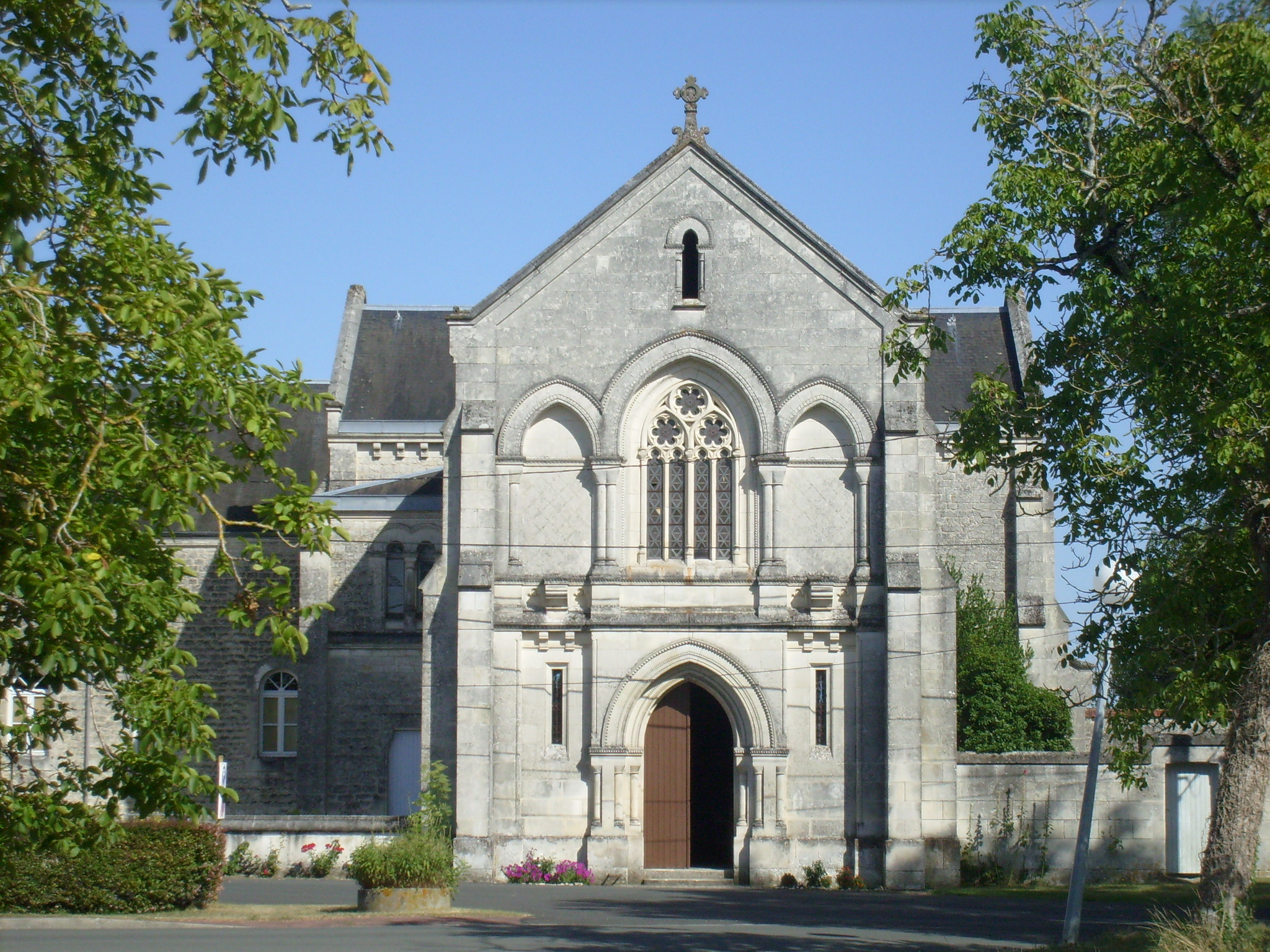
L'église Notre-Dame-de-Recouvrance, chapelle de la maison diocésaine de Saintes.

L'évêché de La Rochelle occupe de 1673 à la Révolution le Palais épiscopal de La Rochelle, aujourd'hui Musée des Beaux-Arts de La Rochelle. De 1806 à 1874, l'évêché est installé dans l'ancien hôtel Depont des Granges. À cette date, le diocèse de La Rochelle acquiert l'ancien hôtel Jouin de La Tremblay (aujourd'hui Muséum d'histoire naturelle de La Rochelle), dont il est exproprié à la suite de la loi de séparation des Églises et de l'État de 1905. L'évêché s'installe alors dans l'ancien Couvent des Lazaristes Saint-Jean-Baptiste, au pied de l'ancienne église Saint-Jean-du-Perrot.

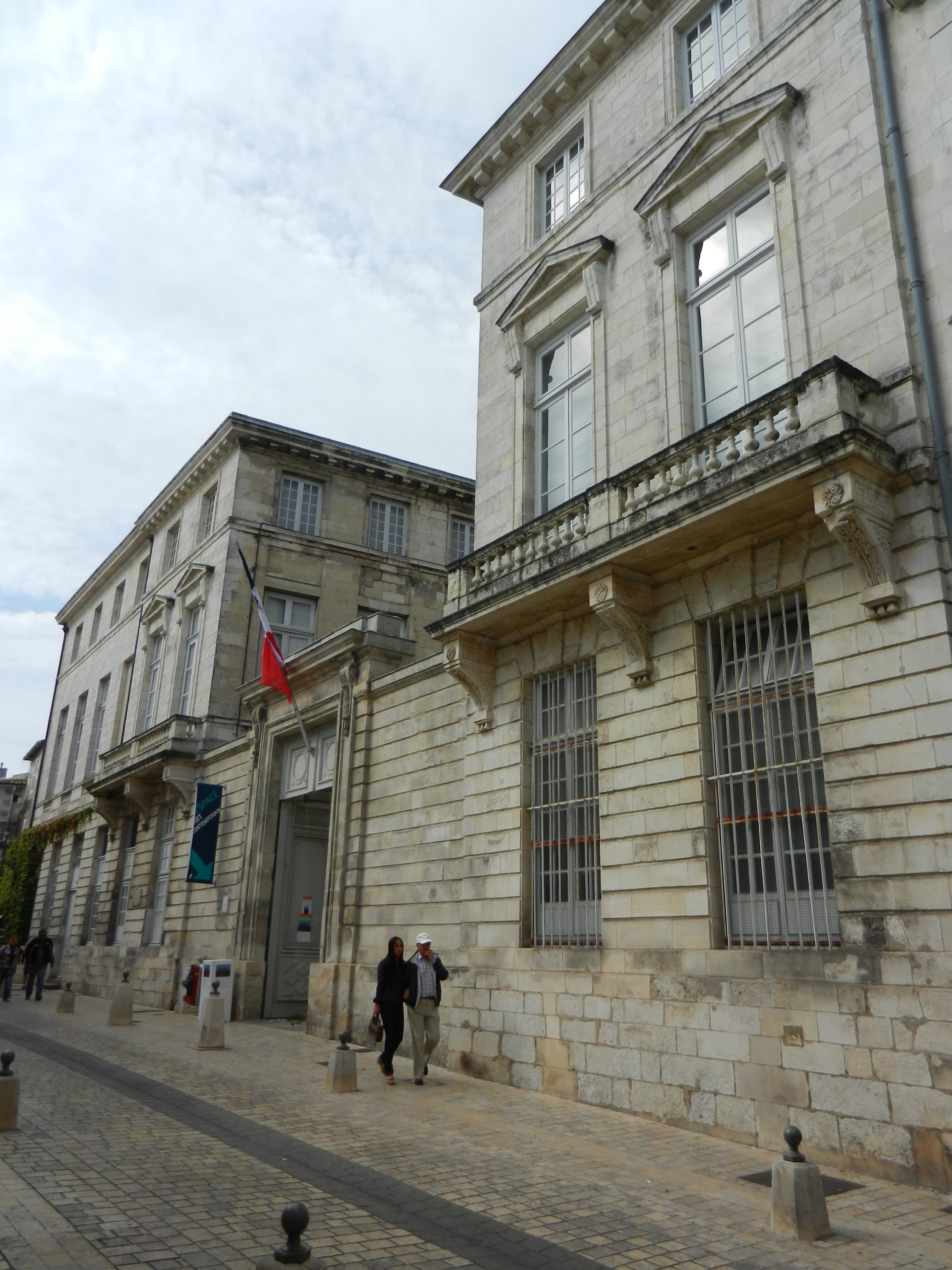
L'ancien Palais épiscopal de La Rochelle, aujourd'hui Musée des Beaux-Arts de La Rochelle.
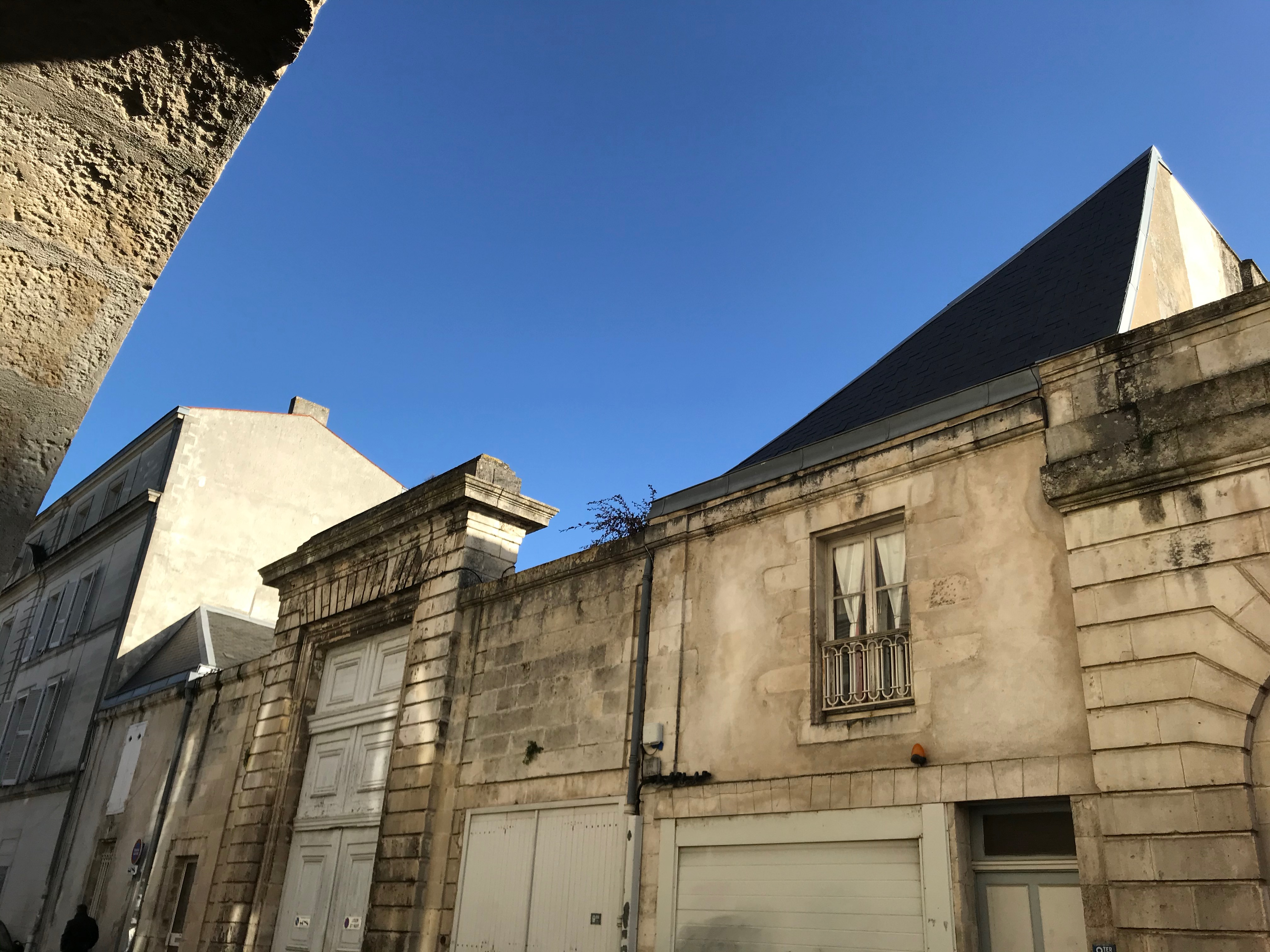
L'hôtel Depont des Granges, siège de l'évêché de 1806 à 1874.
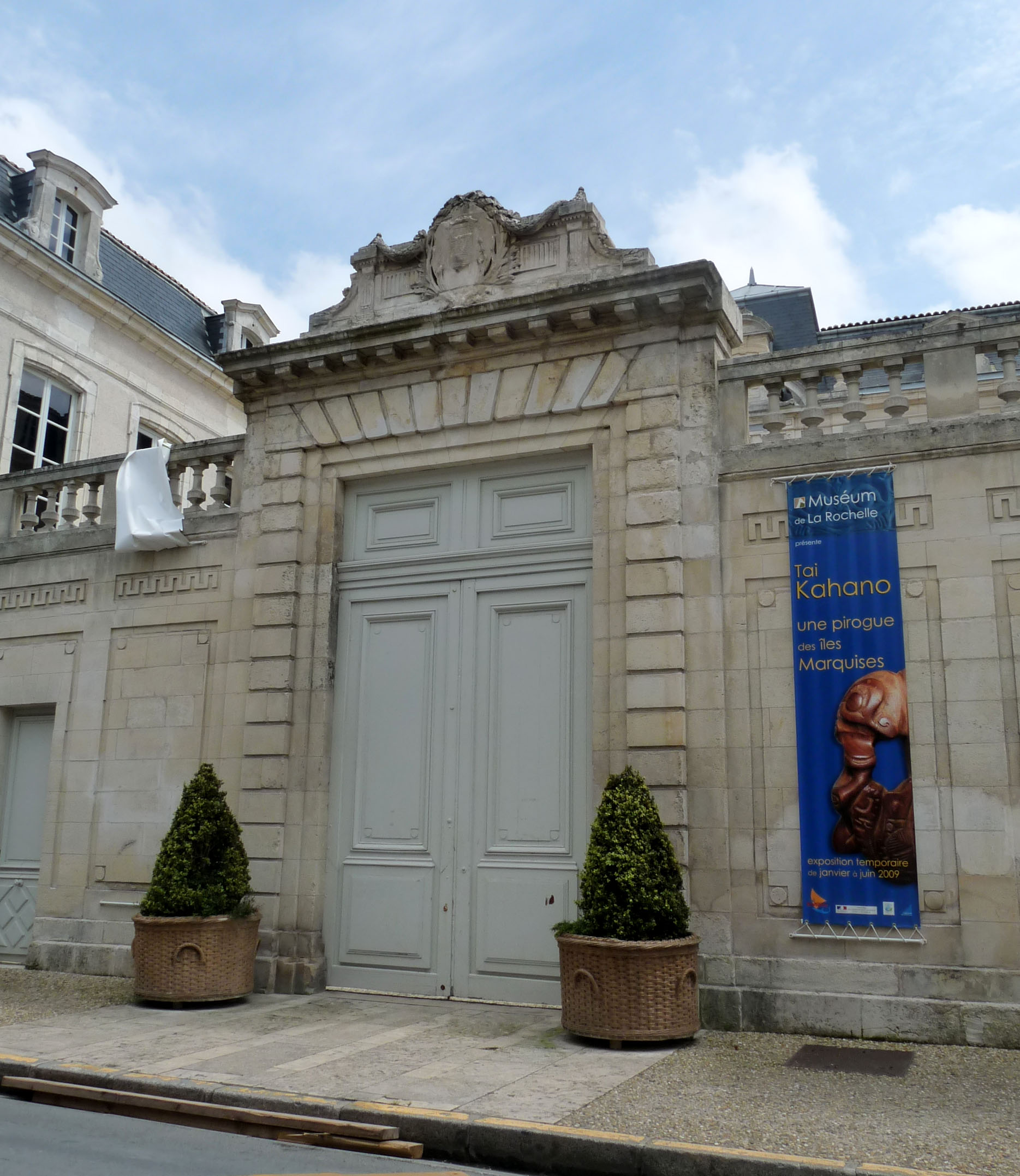
Hôtel Jouin de La Tremblay, évêché de 1874 à 1905, aujourd'hui Muséum d'histoire naturelle de La Rochelle.

#### Blason épiscopal
Considérant que ses successeurs ne porteraient plus d'armes personnelles, François Favreau décide en 1983 de créer un blason épiscopal qui serait porté par tous ses successeurs. Celui-ci reprend les armoiries de la Saintonge et de l'Aunis, mais aussi la couronne d'épines, symbolisant Saint Louis, et une clef, symbolisant Saint Pierre, en référence aux cathédrales du diocèse.

Blason épiscopal des évêques du diocèse.

### Évêques originaires du diocèse
En exercice
- Philippe Mousset, évêque de Périgueux

Émérites
- Jean-Charles Descubes, archevêque de Rouen

Décédés
- Raymond de Pons, évêque de Périgueux et cardinal
- Simon d'Archiac, archevêque de Vienne et cardinal
- Raymund Pérault, évêque et cardinal
- Robert de Nantes, évêque de Nantes, patriarche latin de Jérusalem
- Seguin d'Authon, archevêque de Tours, patriarche latin d'Antioche
- Jean de Sponde, évêque de Pamiers
- Octave de Saint-Lary de Bellegarde, archevêque de Sens
- Raymond de Montaigne, évêque de Bayonne
- Marc-Antoine de Noé, évêque de Lescar puis de Troyes
- Hardouin Fortin de La Hoguette, évêque de Poitiers, archevêque de Sens
- Antoine-Mathieu-Alexandre Jaquemet, évêque de Nantes
- Jean-Louis-Simon Rollet, évêque de Montpellier
- Charles-Paul Sagot du Vauroux, évêque d'Agen
- Éléonore-Marie Desbois de Rochefort, évêque concordataire de la Somme
- Jacques-Léonard Pérocheau, évêque titulaire de Maxula Prates (de), vicaire apostolique de Chengdu
- Pierre-Louis-Marie Cortet, évêque de Troyes
- François-Louis de Polastron, évêque de Lectoure
- Jacques-Antoine-Claude-Marie Boudinet, évêque d'Amiens
- Charles-Eutrope de La Laurencie, évêque de Nantes
- André du Bois de La Villerabel, archevêque de Rouen
- Fulbert Petit, archevêque de Besançon
- Ludovic Julien-Laferrière, évêque de Constantine et Hippone
- Henri-Victor Valleau, évêque de Quimper et Léon

### Saints et bienheureux du diocèse
- Sainte Eustelle de Saintes, martyre (Ier siècle)
- Saint Eutrope de Saintes, premier évêque de Saintes, martyr (IIIe/IVe siècles)
- Saint Martial de Limoges, premier évêque de Limoges (IIIe siècle)
- Saint Martin de Saujon (IVe siècle)
- Sainte Gemme de Saintonge, martyre (IVe siècle)
- Saint Ausone d'Angoulême, premier évêque d'Angoulême (IVe siècle)
- Saint Ambroise de Saintes, évêque de Saintes (début du Ve siècle)
- Saint Vivien de Saintes, évêque de Saintes (Ve siècle)
- Saint Vaize, martyr (Ve siècle)
- Saint Concorde de Saintes, évêque de Saintes (fin du Ve siècle)
- Saint Pallais de Saintes, évêque de Saintes (VIe siècle)
- Saint Trojan de Saintes, évêque de Saintes (VIe siècle)
- Saint Léonce de Saintes, évêque de Saintes (VIIe siècle)
- Saint Léger de Saintes, évêque de Saintes (VIIe siècle)
- Saint Dizan (Dizieins), évêque de Saintes (VIIIe siècle)
- Saint Émilion de Combes (VIIIe siècle)
- Saint Frodulphe de Saintonge
- Saint Anthème le Grec (VIIIe/IXe siècles)
- Saint Louis-Marie Grignion de Montfort (XVIIIe siècle)
- Bienheureuse Marie-Louise Trichet, cofondatrice des Filles de la Sagesse (XVIIIe siècle)
- Bienheureux Jean-Baptiste Souzy et ses compagnons martyrs des pontons de Rochefort (+1794)
- Bienheureuse Perrine Potier (+1794), martyr d'Angers
- Bienheureuse Catherine Cottanceau (+1794), martyr d'Angers
- Bienheureux Pierre-Louis de La Rochefoucauld-Bayers, dernier évêque de Saintes, martyr des Carmes (XVIIIe siècle)
- Bienheureux Charles-Jérémie Béraud du Pérou, martyr des Carmes (XVIIIe siècle)
- Bienheureux Pierre-Michel Guérin, martyr des Carmes (XVIIIe siècle)
- Bienheureux Jean-Philippe Marchand, martyr des Carmes (XVIIIe siècle)
- Vénérable Louis-Marie Baudouin (XIXe siècle)
- Vénérable Pierre Monnereau (XIXe siècle)
- Servante de Dieu Marie-Eustelle Harpain (XIXe siècle, +1842)

## Statistiques
Le diocèse en 2016 sur une population de 640 803 personnes compte 400 000 baptisés, ce qui correspond à 62,4% de la population totale.
| année | population | population | population | prêtres | prêtres  | prêtres  | prêtres                       | diacres | religieux | religieux | paroisses |
| année | baptisée   | totale     | %          | nombre  | séculier | régulier | nombre de baptisés par prêtre | diacres | hommes    | femmes    | paroisses |
| ----- | ---------- | ---------- | ---------- | ------- | -------- | -------- | ----------------------------- | ------- | --------- | --------- | --------- |
| 1950  | 400 000    | 500 000    | 80,0       | 345     | 311      | 34       | 1 159                         |         | 11        | 185       | 498       |
| 1970  | 440 000    | 487 343    | 90,3       | 301     | 259      | 42       | 1 461                         |         | 52        | 438       | 503       |
| 1980  | 455 000    | 502 800    | 90,5       | 248     | 190      | 58       | 1 834                         |         | 73        | 455       | 477       |
| 1990  | 475 000    | 518 000    | 91,7       | 204     | 161      | 43       | 2 328                         | 2       | 58        | 361       | 476       |
| 1999  | 498 000    | 539 000    | 92,4       | 168     | 132      | 36       | 2 964                         | 8       | 49        | 289       | 60        |
| 2000  | 380 000    | 557 305    | 68,2       | 159     | 124      | 35       | 2 389                         | 10      | 47        | 284       | 63        |
| 2001  | 380 000    | 557 305    | 68,2       | 156     | 123      | 33       | 2 435                         | 11      | 45        | 275       | 58        |
| 2002  | 380 000    | 557 024    | 68,2       | 140     | 111      | 29       | 2 714                         | 11      | 40        | 248       | 58        |
| 2003  | 380 000    | 557 024    | 68,2       | 139     | 109      | 30       | 2 733                         | 13      | 34        | 248       | 55        |
| 2004  | 380 000    | 557 024    | 68,2       | 154     | 121      | 33       | 2 467                         | 14      | 37        | 221       | 55        |
| 2013  | 397 000    | 616 708    | 64,4       | 103     | 82       | 21       | 3 854                         | 26      | 24        | 128       | 44        |
| 2016  | 400 000    | 640 803    | 62,4       | 93      | 73       | 20       | 4 301                         | 26      | 20        | 98        | 44        |
| 2019  |            | 647 000    |            | 86      | 3        | 89       | 0                             | 33      | 3         | 84        | 44        |
| 2021  | 400 000    | 648 199    | 61,7       | 81      | 17       | 98       | 4 081                         | 34      | 17        | 81        | 47        |